# محافظة الأحساء
الأحساء (بالنطق المحلّي: الحَسا)؛ هي محافظة سعودية تقع في المنطقة الشرقية، وتبعد عن العاصمة الرياض 328 كلم. تبلغ مساحتها 379,000 كم²، أي ما يُعادل 18% من أراضي المملكة العربية السعودية، وتُغطّي صحراء الربع الخالي نحو ثلاثة أرباع المحافظة، بينما تُمثّل المنطقة المأهولة بالسكان والأنشطة 18% من إجمالي مساحتها، وتتمثّل في مدينتي الهُفوف والمبرَّز، وهما ضمن أكبر عشر مدن على مستوى المملكة، إضافة إلى أربع مدن رئيسة و22 قرية. وبلغ عدد سكان الأحساء (1,104,267) نسمة حسب تعداد السعودية 2022.
تُمثّل الأحساء مشهدًا ثقافيًا مُتجدّدًا عبر تاريخ امتدَّ لأكثر من 6000 سنة، بسبب وفرة مياهها وخُصوبة أراضيها، وأقدم سُكانها هم من الكنعانيين الذين سكنوا المنطقة منذ 3000 سنة قبل الميلاد، ومن سلالتهم العمالقة الفينيقيون الذين اشتهروا بأعمال الرّي والزراعة وهو ما يتناسب مع ظروف المنطقة. تبعهم الكلدانيون في القرن السابع قبل الميلاد عند نزوحهم من أرض بابل سنة 694 ق م، وأسَّسوا مدينة الجرهاء - الجرعاء، حيث قامت على أنقاضها هجر ثم الأحساء اليوم التي تضم مجموعة من المواقع الأثرية، ومجموعة من المدن المُندثرة مثل واسط، الناظرة، جواثا.
يوجد في محافظة الأحساء أكبر حقل نفط في العالم، يبلغ اتساعه 280 في 30 كلم، يقع في الشرق من مدينة الهفوف وواحة الأحساء، وينتج الحقل ما يزيد عن خمسة ملايين برميل (800,000م3) من النفط يوميًا أي ما يُعادل 6.25% من الإنتاج العالمي. وبفضل ذلك فإن حجم مساهمة الأحساء في الناتج المحلي الإجمالي للمملكة يقدر بحوالي 378 مليار ريال.
تشتهر الأحساء بكثرة نخيلها التي تغطي مساحات هائلة من أراضيها وتزيد على ثلاثة ملايين نخلة، وتنتج أكثر من مائة ألف طن من التمور سنويًا، أي ما يُعادل 10% من إنتاج المملكة، [1] وهي في الأصل واحة طبيعية، ومُصنّفة كأكبر واحات النخيل في العالم. تمتلك الأحساء واجهة بحرية على الخليج العربي تبلغ مساحتها 133 كيلومترًا، وكانت قديمًا من أغنى مناطق المملكة بالمياه الجوفية، والعيون التي يتراوح عددها بين 60 و70 نبعًا، أقدمها عين قناص بمدينة العيون ويَعود تاريخها إلى 4500 سنة قبل الميلاد، إلا أنها جفت ونضب آخرها في العام 1996.
في يونيو 2018، انضمت محافظة الأحساء إلى قائمة التراث الإنساني العالمي باليونسكو، باعتبارها مستوطنة كُبرى على مدى 500 عام مضت، ضمت بساتين النخيل والقنوات والعيون والآبار، ومناطق أثرية ومجموعة من التراث العُمراني داخل مستوطناتها التاريخية، وفي 2019 اختيرت الأحساء عاصمة للسياحة العربية، وفي 2020 دخلت واحة الأحساء موسوعة غينيس للأرقام القياسية، بوصفها أكبر واحة قائمة بذاتها في العالم. وهي أيضًا عضو في شبكة اليونسكو للمدن الإبداعية في مجال الحرف اليدوية والفنون الشعبية. تضم الأحساء عددًا من المعالم مثل سوق القيصرية التراثي، المدرسة الأميرية، مسجد جواثى التاريخي، قصر إبراهيم وبيت البيعة، إضافة إلى واحة نخيل الأحساء التي تحوي عددًا من المباني والمواقع التراثية والطبيعية.

## أصل التسمية
الأَحْسَاء: بفتح الألف وإسكان الحاء وفتح السين المهملة، وبالنطق المحلّي (الحَسا) تعني الأرض الرملية التي يوجد تحتها طبقة سُفلى من صخر صلد تمسك بماء المطر لوقت طويل، وهذا الماء يمكن الوصول إليه واستخراجه بسهولة، والحفرة من هذا النوع تُسمى حسى، ولكثرة الأحسية في هذا الموقع عرفت المنطقة بالأحساء. يُكتب الاسم عادةً في اللغة العربية «الأحساء» وفي حالات قليلة يُكتب «الحسا». وقليلًا ما يُنطق الأحساء بين سُكَّانها، ويُطلق على ساكن الواحة اسم «حساوي» وجمعها «حساويَّة».

## تاريخ

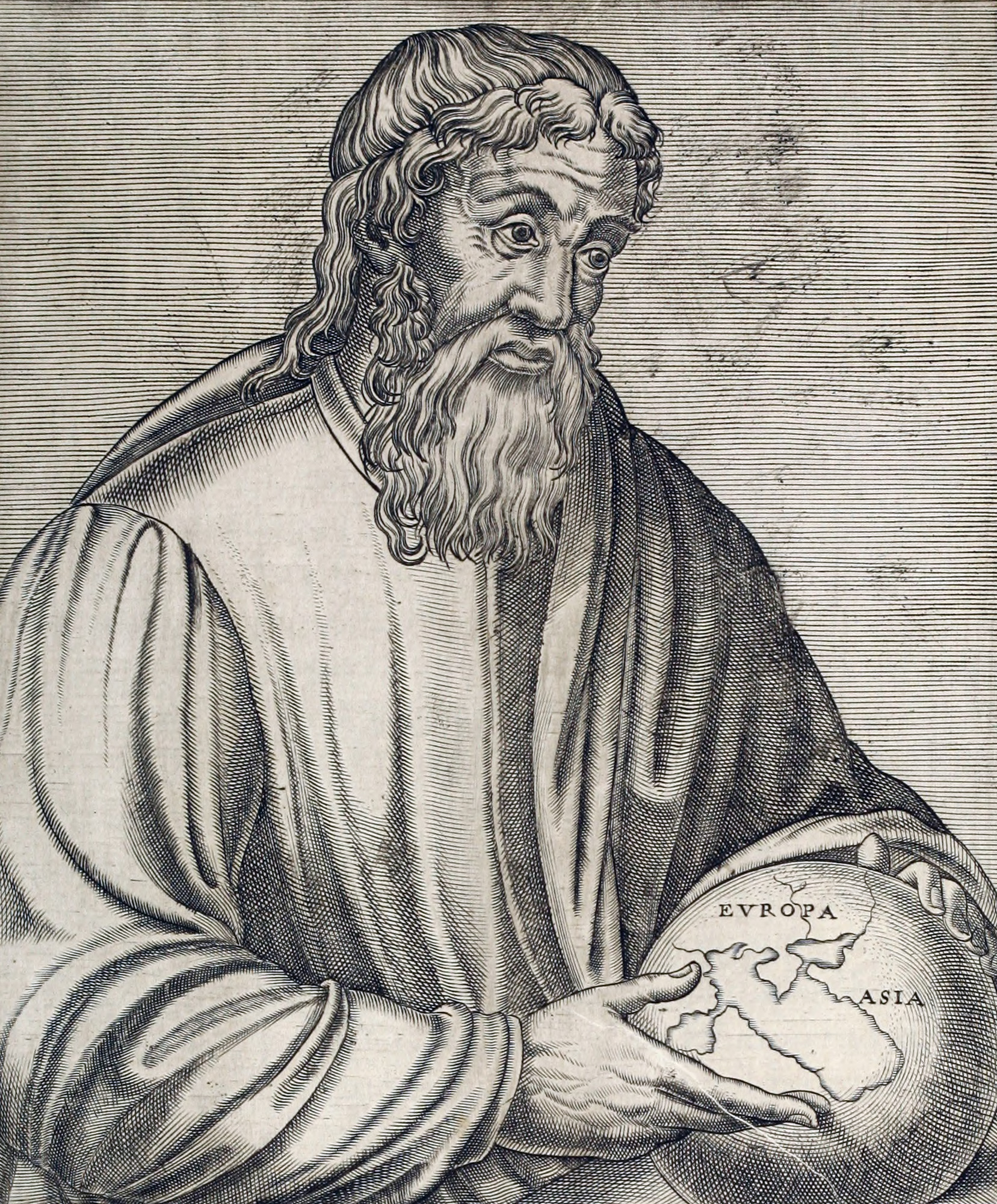
اسطرابون

يعود تاريخ الأحساء إلى مرحلة بداية انطلاقة التشكيل البشري لإنسان الخليج الذي بدأه الساميون الرعاة، والهجرات التي تلت ذلك من القبائل السامية الكبرى في الجزيرة العربية شمالًا وشرقًا. وكان إقليم الخليج -الذي تقع على ضفافه مدينة الأحساء- يعتبر محطة من محطات تلك القبائل، ومياهه بمثابة معبرًا لها إلى الهلال الخصيب، والسبب في ذلك يعود إلى كونها منطقة زراعية نتيجة خصوبة أراضيها ووفرة مياهها، إضافة إلى أهميتها التجارية لكونها ملتقى عدة طرق تجارية تربط الجزيرة العربية بفارس والهند من خلال ميناء العقير وميناء القطيف. كان العنصر الفينيقي من أوضح العناصر التي شكلت الدفعات الأولى من تلك الهجرات القادمة إلى الأحساء، يؤيد هذا الرأي المقابر العديدة التي وجدت في هذا سواحل الأحساء وفي جزر البحرين المقابلة له، إذ أرسل ما وُجِدَ في تلك المقابر من آثار إلى المتحف البريطاني، وهناك تقرر أن هذه القبور من أصل فينيقي، ويرجع تاريخها إلى نحو خمسة آلاف عام، والمعروف أن الفينيقيين هم أحد فروع الكنعانيين. انتقل الكنعانيون من ساحل الخليج إلى ساحل البحر المتوسط واستقروا في لبنان وسوريا وفلسطين ناقلين معهم أسماء مدنهم كصور وارواد، وجبيل وغيرها. وعلى أثر هجرة الكنعانين من ساحل الأحساء استقر مكانهم الجرهائيون وهم فرع من الكلدانيين. وقد جاء وصفهم لمدينتهم على لسان الرحالة اليوناني اسطرابون الذي قال عن الأحساء:
| محافظة الأحساء | أسسها مهاجرون كلدانيون من أهل بابل في أرض سبخة، وبناؤها من حجارة الملح، تبعد عن سيف البحر ثمانين ألف ذراع | محافظة الأحساء |

وقد عقب صاحب كتاب تحفة المستفيد بتاريخ الأحساء محمد بن عبد الله آل عبد القادر الأنصاري على ذلك قائلًا: 
| محافظة الأحساء | ..هذه المدينة التي أشار إليها اسطرابون هي مدينة هجر ويعني بحجارة الملح الجص الأبيض الناصع، وهو موجود في الأحساء بكثرة، وتبنى به البيوت حتى الآن | محافظة الأحساء |

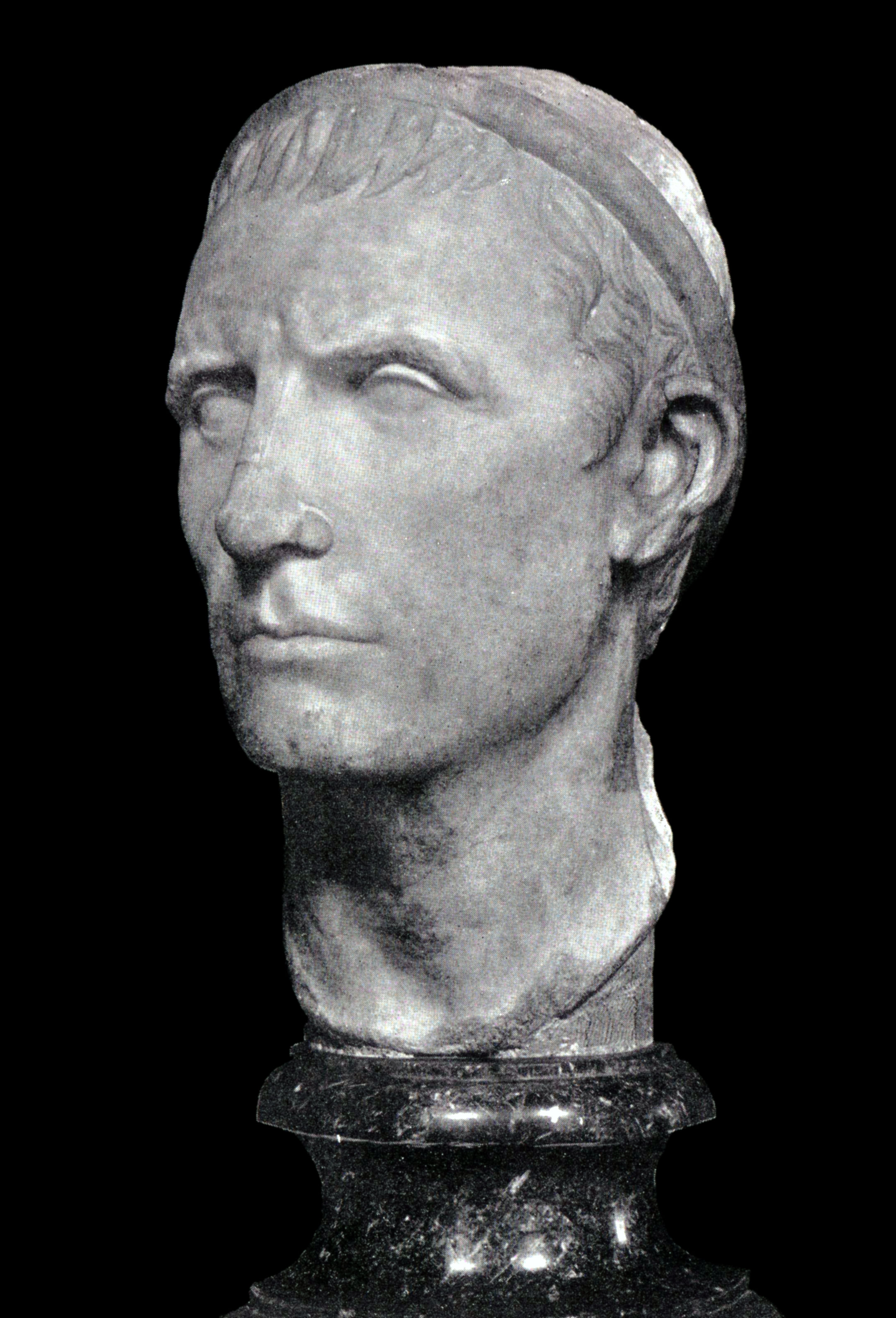
تمثال لأنطيوخس الثالث

كذلك وصف المؤرخ اليوناني بوليبيوس الأحساء بأنها كانت تشكل مركزًا تجاريًا هامًا، وسوقًا من الأسواق النشطة في بلاد العرب وملتقى لطرق القوافل الواردة من جنوب الجزيرة العربية ومن الشام والحجاز والعراق والهند، وأن سكانها من أغنى شعوب الجزيرة وكان عماد ثروتهم الذهب والفضة، وهو ما حرك الطمع في نفس الملك السلوقي أنطيوخس الثالث، فقاد أسطوله في عام (205 ق.م) قاطعًا به دجلة متوجهًا إليها ليستولي على كنوزها، ولكن أهلها خوفًا منهم على مدينتهم وحبًا منهم للسلام وحفاظًا على حريتهم التي كانوا يعتزون بها أرسلوا إليه وفدًا يحمل هدية كبيرة من الذهب والأحجار الكريمة، وحملوا معهم إليه رجاءهم بأن لا يحرمهم من نعمة السلام والحرية، فقبل أنطيوخس الهدية وقفل عائدًا إلى بلاده، وربما كانت الصحراء القاحلة وماتحمله الرحلة من مغامرة السبب الرئيس الذي أقنع الملك السلوقي بالعودة عن عزمه.
لذا فالأحساء في العصور القديمة مرت بثلاث مراحل تاريخية، تقسم إلى الفترة التي كانت جزء من مدينة الجرهاء التي أسسها الكلدانيون، ثم منطقة هجر في بداية القرن الثالث الهجري (317هـ - 929م)، والتي كانت تعتبر جزءًا من إقليم البحرين، الممتد من الفرات شمالًا إلى عمان جنوبًا، وفي بعض الفترات لم يكن هناك ما يميّز في التسمية ما بين البحرين وهجر والأحساء دل على ذلك كتابات بعض الرحالة الأوروبيين قبل القرنين الماضيين أمثال عالم الخرائط كارستن نيبور في عام 1772 وفورستر سادلير في عام 1823، وتنتهي هذه الفترة حينما تقلص اسم البحرين تدريجيًا عن المنطقة وأصبح يطلق على مجموعة من الجزر في الخليج العربي كانت تعرف باسم أوال، وأخيرا الفترة التي دعيت الأحساء باسمها الحالي حينما بنى أبو طاهر الجنابي القرمطي مدينة جديدة في موقع منطقة هجر المطلة على الخليج العربي ليجعل منها مقرًا لحكمه أطلق عليها اسم الأحساء، وبقيت على هذا المسمى حتى اليوم.

### مدينة الجرهاء
هي مدينة مندثرة أسسها الكلدانيون عند نزوحهم من أرض بابل سنة 694 ق م، ويرجح المؤرخون أن هجر قامت على أنقاضها، ثم الأحساء اليوم، وسميت بهذا الاسم نسبة إلى الجرعاء السوق الأحسائي الذي ذكره المؤرخ أحمد بن محمد الهمداني في كتابه صفة جزيرة العرب، ومما يؤكد أن الكلدانيين سكنوا الأحساء قديما العثور على نقوش كلدانية يعود تاريخها إلى القرن التاسع قبل الميلاد. أطلق عليهم العالم اليوناني اسطرابون اسم جرهين وقال أنهم أغنى العرب يقتنون الرياش الفاخرة ويمتلكون آنية الذهب والفضة والحجارة الكريمة وعلى يدهم تأسست إمارة الجرهاء، ويصل قُطر مساحة الجرهاء خمسة أميال بحسب ما ذكر المؤرخ بليني، وأن بها أبراج قائمة مشيدة من أحجار الملح، ولهذا السبب لم يدون سكانها كتاباتهم على معابدهم وقلاعهم لأن أبنيتهم من حجارة الملح فهي لا تتحمل عوامل المناخ، إضافة إلى أن واحة الأحساء ليس بها جبال كغيرها من المدن ينقشون عليها طقوسهم الدينية.

### مدينة هَجَر

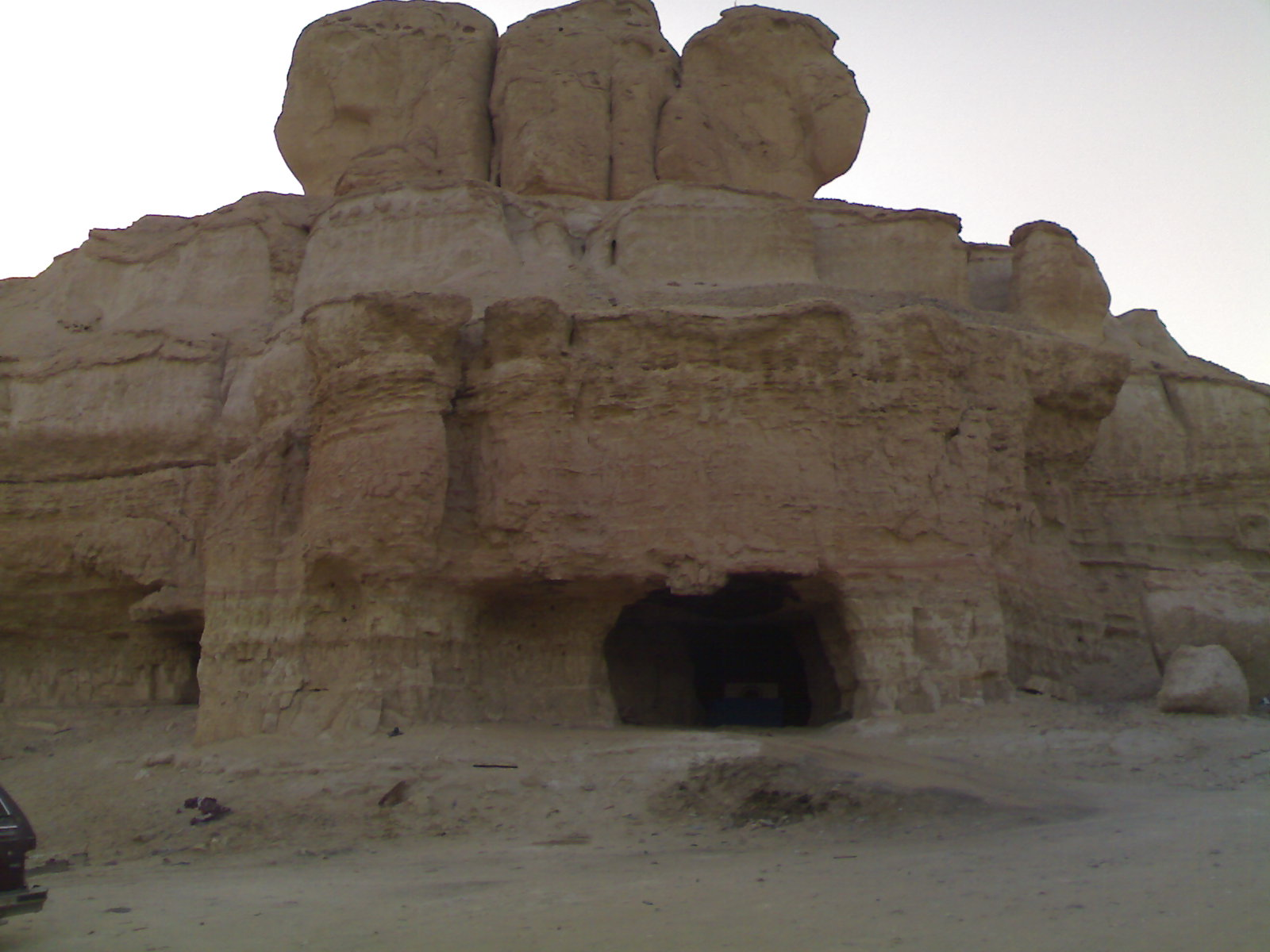
جبل رأس القارة ببلدة الكوارج موقع مدينة هجر قديما

مدينة تتبع إقليم البحرين آنذاك كانت تقع ما بين جبل رأس القارة وجبل أبو حصيص والجزء الشمالي من جبل القارة في الأحساء اليوم، وهو موضع يسمى الآن ببلدة الكوارج، كان لها من الأهمية لدى سكان داخل شبه الجزيرة العربية ما جعلها السوق العظمى للمناطق الوسطى والشرقية منها، بفضل ميناء العقير حلقة الوصل في جلب البضائع وتصديرها من وإلى بلاد فارس والهند والصين وإفريقيا وبلاد الرافدين.
ذكر ابن فقيه الهمداني في كتابه البلدان بأن لهجر قصبات ثلاث يُقصد بها وسط المدينة وهي متقاربة جدا، وهي حصن المشقَّر الذي شَهِد إيقاع حامية كسرى إبّان ظهور الإسلام وقبل هجرة الرسول إلى المدينة، وأصبح هذا اليوم يسمى بيوم المشقَّر، وحصن الصفا وهو حصن قريب من حصن المشقَّر كان قائما في جبل رأس القارة في بلدة القارة، وجبل الشبعان وهو الجبل الذي يعرف حاليا في الأحساء باسم جبل القارة، وبين الصفا والمشقَّر يجري نهر يسمى المُحلّم قال فيه الشاعر ميمون بن قيس البكري (الأعشى):
وقال عنه العالم اللغوي محمد بن أحمد الأزهري صاحب كتاب التهذيب في اللغة:
| محافظة الأحساء | مُحَلّمِ عين فوّارةٌ بالبحرين، وما رأيت عينًا أكثر ماءًا منها، وماؤها حارٌ في منبعهِ، وإذا برد فهوَ ماءٌ عذب، ولهذهِ العين إذا جرَت في نهرِها خُلًجٌ كثيرةٌ تتخلّجُ منها، تسقي نخيل جُوَاثى وعسلّج وقُريّاتٌ من قرى هَجَر، وأرى مُحلّمًا اسم رجلٍ نُسبت العينُ إليه | محافظة الأحساء |

وعندما ظهرت الدعوة الإسلامية أرسل الرسول محمد إلى هجر العلاء بن عبد الله الحضرمي في القرن السابع الميلادي الموافق للسنة الثامنة الهجرية، واستطاع العلاء بن عبد الله الحضرمي اقناع حاكم هجر آنذاك المنذر بن ساوى بالدخول في الإسلام، وكان الرسول محمد قد أرسل له مع العلاء رسالة هذا نصها:
| محافظة الأحساء | بسم الله الرحمن الرحيم. من محمد رسول الله إلى المنذر بن ساوى، فإني أحمد الله لا إله إلا هو أما بعد: فإن من صلى صلاتنا ونسك نسكنا واستقبل قبلتنا وأكل ذبيحتنا فذاك المسلم، له ما لنا، وعليه ما علينا، له ذمة الله ورسوله، ومن أحب ذاك من المجوس فهو آمن ومن أبى فعليه الجزية | محافظة الأحساء |

اندثرت مدينة هَجَر بعد أن دخلها مؤسس الدولة القرمطية في إقليم البحرين أبو سعيد الحسن بن برهام الجنابي في العقد الثامن من القرن الثالث الهجري، فأحرقها بالنار ودكت بالأرض حتى تساوت بها.

### حكم القرامطة

شعار طائفة الإسماعيلية الدعوة التي قادها حمدان الأشعث مؤسس الدولة القرمطية

هي دولة قامت إثر ثورة اجتماعية سنة (286هـ - 899م) ضد الدولة العباسية بقيادة حمدان بن الأشعث الملقب بقرمط، الذي أسند إلى أبو سعيد الحسن بن برهام الجنابي مهمة الاستيلاء على إقليم البحرين، فأغار على عاصمتها هجر وأحرقها بالنار ودكت بالأرض حتى تساوت بها، ثم جمع جيشًا من أتباعه وزحف بهم على البصرة سنة (311هـ - 923م) واحتلها ثم عاد إلى البحرين، وبعد وفاة أبو سعيد الجنابي تولى ابنه أبو طاهر الجنابي الحكم في إقليم البحرين سنة (317هـ - 929م)، وبنى في موقع هَجَر مدينة سماها الأحساء وهي التي نمت وأصبحت قاعدة إقليم البحرين، ونجح في تأسيس دولة قائمة على نظام حكم يعود على حاكم واحد وله مجلس استشاري يعرف بالعقدانية تُصدر منه الأوامر وتُعقد في مقره الاتفاقات، وأسس نظام اقتصادي يلغي الملكيات الخاصة ويعتمد على نظام ملك جماعي تديره الدولة، وبعد أن قويت الدولة اقتصاديا وتوسعت نفوذها اعتمد على الأموال الخارجية والإتاوات، حيث استطاع أبو طاهر من خلال الهجمات والغزوات المتكررة فرض الإتاوات على الدولة العباسية والدول المجاورة الأخرى.
وفي شهر ذي الحجة من العام نفسه الذي تأسست فيه مدينة الأحساء زحف زعيم القرامطة إلى مكة المكرمة، بسبب مكانتها الاقتصادية وقيل لإذلال الدولة العباسية سياسيا ودينيا، وقتل من فيها من حجيج ذلك العام عشرين ألفا واقتلع الحجر الأسود وعاد به إلى الأحساء وبقي في إحدى قراها قرابة 22 سنة، حتى أرسل الخليفة العزيز بالله الفاطمي تحذيرا إلى القرامطة بأن يسير لهم جيشًا إلى الإحساء إن لم يعيدوا الحجر الأسود إلى مكانه، فأعادوه إلى مكة خوفا على ملكهم في الأحساء سنة (339هـ - 950م).
سرعان ما بدأ الضعف يتفشى في حكم القرامطة منذ نهاية القرن الرابع الهجري عندما استمرت الأعمال العدائية بين القرامطة والدولة الفاطمية في مصر حتى أصبحت حرب معلنة، فاستغلت القبائل في الأحساء انشغال القرامطة في حروبهم الخارجية وأخذوا يتنازعون على السيادة، وهنا برز العيونيون بقيادة عبد الله بن علي العيوني واستطاع أن يكوّن التحالفات والتكتلات، وبمساعدة من السلطان السلجوقي ملك شاه تمكّن من إسقاط الدولة القرمطية سنة (467هـ - 1076م).

### إمارة العيونيون
حكم العيونيون الأحساء في سنة (467هـ - 1076م)، وسمّوا بذلك نسبة إلى مقر نشأتهم مدينة العيون، امتد نفوذ حكمهم من الكويت شمال شرقي الجزيرة العربية - كانت تُعرف باسم كاظمة - إلى بلاد العروض والأطراف الصحراوية المحاذية لقطر، وهي المنطقة التي كانت مسماة بإقليم البحرين وعاصمتها الأحساء، وكان حكمهم نتيجة ضعف الدولة العباسية وانشغالها بأوضاعها الداخلية والخارجية والانقسامات الداخلية في دولة القرامطة التي كانت تحكم الأحساء قبل إمارة العيونيون وحروبها مع الدولة الفاطمية في مصر، حيث عمّت الفوضى أرجاء الإقليم قرابة الخمسين سنة من جانب القبائل التي تنازعت على السيادة في الأحساء، حتى ظهر الأمير عبد الله بن علي العيوني مؤسس الإمارة العيونية، وخاض الحروب لمدة 7 سنوات حتى أعلن فيها الأمير عبد الله نهاية الدولة القرمطية وقيام الإمارة العيونية.
تداعت الإمارة العيونية وضعف شأنها بعد تحولها إلى قبيلة متنافسة متناحرة تتنازع على السلطة، الأمر الذي شجع العصفوريين وهم فرع من قبيلة بني عقيل، في الهجوم على الأحساء وفرض سيطرتهم عليها بقيادة عصفور بن راشد في (651هـ - 1253م).

### الدولة العصفورية
هي عائلة عامرية من سلالة هوازن حكمت الأحساء في (651هـ - 1253م) ودام حكمهم قرابة 150 سنة تمكّنوا فيها من بناء علاقات وطيدة وأواصر سياسية مع القوى والدول المحيطة بهم، على رأس أولئك السلغريون أتابكة فارس ومماليك مصر ومغول العراق وإيران والطيبيون حكام فارس وجزيرة قيس ومملكة هرمز، وكان عليهم خلال هذه الفترة مواجهة مخاطر بقايا الإمارة العيونية، والخطر المنبعث من مملكة جزيرة قيس التي تملك أسطولا بحريا وتجاريا قويا يتحكم بتجارة وسيادة الخليج العربي، وظهور خطر المغول وانتشار هجماتهم المتكررة في إيران الأمر الذي أدّى إلى اضطرابات في الحياة السياسية والاقتصادية والأمنية في إيران وصل أثره إلي مياه الخليج العربي وسواحله.
سقطت الدولة العصفورية على يد رجل يدعى جروان المالكي استغل ظهور النزاعات حول السلطة خلال حكم أبناء الشيخ مانع بن عصفور وضعف الدولة آنذاك، واستطاع عن طريق القوة العسكرية اقتطاع جزء من الدولة العصفورية والاستقلال به، في الجانب الآخر اقتسم فيروز شاه الجزء الأعظم منها واستمر سلطانه فيها وفي الأحساء والقطيف وهرمز حتى سنة (819هـ – 1417م) ثم أعقبه ابنه سيف الدين مهار الذي استمر حكمه إلى سنة (840هـ – 1436م).

### الإمارة الجروانية
قامت الإمارة الجروانية على يد مؤسسها جروان المالكي من قبيلة عبد القيس في (795هـ - 1393م) واتخذت من القطيف عاصمة لها، ودام حكمها حتى عام 1475م، عندما استغل زامل بن حسين بن جبر انشغال مملكة هرمز التي كانت تحكم جزء من أقليم البحرين آنذاك بمشاكلها الداخلية، واستطاع أن يضم ميناء القطيف إلى ملكه وأعلن قيام الدولة الجبرية.

### الإمارة الجبرية
مع سقوط الإمارة الجروانية في (880هـ - 1475م) تولى الجبور الحكم في الأحساء وهم فرع من فروع قبيلة بني خالد، واتخذوها قاعدة لتوسعة حكمهم في شرق شبه الجزيرة العربية والبحرين، تزامنت فترة حكم الجبور مع دخول البرتغاليين إلى منطقة الخليج، وكانت الدولة الجبرية من أوائل القوى العربية في المنطقة التي بدأت تقاوم الغزو البرتغالي منذ اللحظة التي وصل فيها للسواحل العربية لأول مرة، وأرسلوا بقواتهم لنجدة ميناء مسقط الذي كان يحاصره الأسطول البرتغالي وعندما وصل القائد البرتغالي «إلبر كرك» بأسطوله أمام صحار سنة 1507 التقى بجيش قوامه 700 رجل يقوده ابن جبر.
لكن البرتغاليون تمكنوا من إحكام السيطرة على مملكة هرمز وممتلكاتها وموانئها، وأصبحوا يتحكمون في مداخل الخليج العربي وبعض أجزاء من سواحله، الأمر الذي جعل الجبور في صراع مباشر مع البرتغاليين، فتراجع الجبور وضعفت قوتهم وكان من الصعب على الدولة الجبرية التصدي للهجمات المتكررة من البرتغاليين الذين يفوقونهم في العدد والقوة البحرية. ومع تكرار الحملات التي جابهتها الدولة الجبرية تدهورت أوضاعها وضعفت قوتها وجاءت حملة عام (927هـ - 1521م) لتعلن نهاية الإمارة الجبرية في الأحساء في (930هـ - 1524م)، وخضوع المنطقة لحكم العثمانيين.

### الحكم العثماني الفترة الأولى
مر تاريخ الوجود العثماني في الأحساء بفترتين كانت الأولى سنة (954هـ/1552م) حتى (1080هـ/1669م)، عندما أدرك العثمانيون أهمية موقعها ومواردها في ظل حروبهم مع البرتغاليين والفرس، فاتخذوها عاصمة ومركز حكم لهم في منطقة الخليج، فأقاموا فيها القلاع والحصون أكثر مما بنوا في مثيلاتها من البلدان في الشام والعراق، فكان من أهم قصورهم وقلاعهم الصامدة حتى الآن قصر وقلعة إبراهيم ومسجده، وكذلك قصر العبيد في الهُفوف.
إلا أن المنطقة شهدت في بداية حكم العثمانيين حروب وصراعات كثيرة كان ذلك في أواسط القرن العاشر الهجري، وقد هاجر بسبب ذلك الكثير من الأهالي في الأحساء والقطيف إلى جزيرة أوال والعراق وبلاد فارس، ومنهم آل مقلد وآل رحال وآل مسلّم، بخاصة عندما فرضت الدولة العثمانية ضرائب باهظة تفوق ما يمكن أن يحصله الفرد الواحد خلال سنة، وفي ظل هذه الأوضاع برزت في المنطقة قبيلة بني خالد فقاد زعيمهم براك بن غرير ثورة داخلية في العام (1080هـ - 1669م) ضد الوجود العثماني في الأحساء، سقط على إثرها الحكم العثماني في المنطقة وتولى بنو خالد الحكم فيها.

### دولة بني خالد
قامت دولة بني خالد في الأحساء إثر ثورة داخلية ضد الوجود العثماني في المنطقة، واستمر حكمهم لأكثر من قرن وربع انتهى على يد جيوش الدولة السعودية الأولى في العام (1208هـ - 1794م)، ولكن بعد سقوط الدرعية في نجد عام (1233هـ - 1818م) في أيادي الأتراك بقيادة محمد علي باشا، عاد النفوذ العثماني على الأحساء لفترة قصيرة انتهت بعد انسحاب إبراهيم باشا من نجد في العام (1234هـ - 1819م)، وهي الفترة التي استعاد فيها بنو خالد حكمهم في الأحساء.

### الحكم العثماني الفترة الثانية

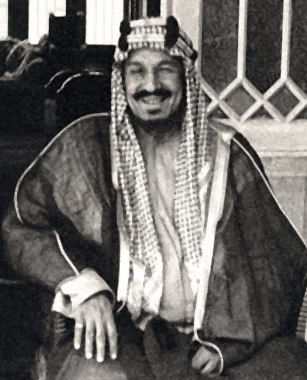
الملك عبد العزيز آل سعود، مؤسس الدولة السعودية الحديثة.

كانت المرحلة الثانية للحكم العثماني في الأحساء في الفترة الممتدة من عام 1871 حتى 1913 خلال عهد السلطان العثماني عبد العزيز الأول الذي سعى لإخضاع المناطق الخارجة عن الخلافة العثمانية في شبه الجزيرة العربية واستعادتها، من خلال حملة بقيادة مدحت باشا نجحت في استعادة الأحساء إلى الحكم العثماني، وتعزيزها عسكريا بـ 3400 جندي موزعين على الهفوف والقطيف والعقير، وجعل الهفوف قاعدة للمنطقة، ولكن تفشي الكوليرا والحمى بين الجنود وانخفاض الإمدادات العسكرية إلى جانب انشغال الدولة العثمانية في حربها مع روسيا أضعف هذه القوة في المنطقة، الأمر الذي ساعد الملك عبد العزيز مؤسس الدولة السعودية في نجد وبطلب من الأهالي في المنطقة على ضم الأحساء إلى مملكته بعد أن قوي مركزه في نجد.

### ضم الأحساء إلى الدولة السعودية
في الفترة التي أصبح فيها اسم الأحساء يطلق على المنطقة الشرقية من المملكة العربية السعودية الممتدة على الساحل الغربي من الخليج العربي من حدود الكويت الجنوبية إلى حدود قطر والإمارات وعُمان وإلى صحراء الدهناء من الغرب، جهز الملك عبد العزيز آل سعود مؤسس الدولة السعودية في الثامن من مايو 1913 جيشا سار به إلى الأحساء حتى بلغ أسوار عاصمتها الهفوف، وتمكن نحو مائتان وخمسون من رجاله تسلق أسوارها، بمساعدة من أعيان الأحساء الذين مهدوا لهم من الأسباب مايمكّنهم من تسلق السور، فانتبه العسكر ولكن لم يتمكنوا من مقاومتهم، وفي حين كانت جنود الملك عبد العزيز قد احتلت بعض الحصون من الجهة الشمالية الغربية والجنوبية في الأحساء، دخل الملك عبد العزيز الهُفوف وذهب إلى بيت الشيخ عبد اللطيف الملا، وطلب أن يجتمع أعيان البلدة ليبايعوه فكان له ذلك، فعيّن عليهم الأمير عبد الله بن جلوي حاكمًا لمنطقة الأحساء، وفي اليوم الثاني من دخوله استطاع أن يعقد المفاوضات مع الأتراك في الخروج من الأحساء وتسليم ما لديهم من أسلحة وعتاد ومفاتيح لقصر إبراهيم، إضافة إلى وثيقة وُقعت من الملك عبد العزيز آل سعود والمتصرف التركي أحمد نديم ليتم ترحيلهم عن طريق ميناء العقير ومنه إلى البحرين ثم البصرة.
| الخط الزمني للعصور التاريخية في الأحساء | الخط الزمني للعصور التاريخية في الأحساء             | الخط الزمني للعصور التاريخية في الأحساء |
| الحقبة الزمنية                          | التاريخ                                             | أحداث وشواهد |
| --------------------------------------- | --------------------------------------------------- | --- |
| الكنعانيون                              | (2500) ق م                                          | المقابر التي وجدت في الساحل الأحسائي وفي جزر البحرين المجاورة له، حيث أرسل ما وجد في تلك المقابر من آثار إلى المتحف البريطاني، وهناك تقرر أن هذه القبور من أصل فينيقي، ويرجع تاريخها نحو خمسة آلاف سنة. |
| مملكة دلمون                             | (من عام 3200 قبل الميلاد، إلى عام 1800 قبل الميلاد) | هي دولة فينيقية أسسها أحفاد الكنعانيين قبل نزوحهم إلى شاطئ البحر المتوسط. |
| الكلدانيون                              | (694 - 539) ق م                                     | وجود نقش كلداني في واحة الأحساء يعود تاريخه إلى القرن التاسع قبل الميلاد موجود الآن في مكتبة (ج بيربور تمورجان).                                                                                        |
| مجان                                    | الألف الثالثة قبل الميلاد                           | ذكر العالم أوليري أن الأحساء في عهد لقمان كان يطلق عليها (مجان). |
| القرامطة                                | (286هـ - 899م) (467هـ - 1076م)                      | مكث الحجر الأسود في الأحساء مدة 20 سنة وذلك بعدما انتزعه أبو طاهر القرمطي في حربه على مكة في يوم التروية سنة (317هـ - 929م).                                                                            |
| الاستعمار البرتغالي                     | (927 - 958هـ) (1521 - 1551م)                        | تكرر الاحتلال البرتغالي 5 مرات خلال فترة تصل إلى نصف قرن، واستطاع الأهالي مجابهته بـ 6 ثورات. |
| الدولة العثمانية                        | (1288 -1331هـ) (1871 - 1913م)                       | من آثارهم الباقية مسجد الدبس ومسجد القبة وقصر إبراهيم. |
| الدولة السعودية                         | (1331هـ - 1913م) حتى الآن                           | |

### الأحساء في كتب المؤرخين والرحالة
- أبو محمد الهمداني (334 هـ) أشار إلى الأحساء في حديثه عن البحرين، وذكر أنها منازل ودور ساكنيها من بني تميم وسعد من بني تميم وذكر سوقها الجرعاء الذي تتابع عليه العرب.[68]
- أشار إليها أبو القاسم ابن حوقل (368هـ) بأنها أهم مدن البحرين.[69]
- عرّفها شمس الدين المقدسي (390هـ) بأنها قصبة هجر.[بحاجة لمصدر]
- أشار إليها أبو عبيد البكري (487 هـ) في معرض حديثه عن البحرين عند تحديده لموقع النقير بأنها تقع بين الأحساء والبصرة.[70]
- ذكرها أبو عبد الله محمد الإدريسي (560 هـ) بأنها إحدى مدن البحرين وتقع على البحر الفارسي وتقابل أوال.[63]
- تحدث العالم اليوناني أسطرابون عن مدينة تقع على الساحل الشرقي من الجزيرة العربية أسسها مهاجرون كلدانيون من أهل بابل في أرض سبخة ويقصد بها مدينة الجرهاء وهي اليوم الأحساء.[71]
- ذكر ياقوت الحموي (626هـ) أن تسمية الأحساء جاءت من جمع حِسى وهو الماء الذي تنشفه الأرض من الرمل، فإذا صار إلى صلابة أمسكته، فتحفر العرب عنه الرمل فتستخرجه وهي كثيرة بالبادية، ومنها أحساء بني سعد بهجر وهي مدينة بالبحرين أول من عمرها وحصنها أبو طاهر القرمطي.[72]
- ذكر ابن بطوطة (779هـ) أن الأحساء هي هجر التي تسمى الآن الحسا.[73]
- وصف محمد الحميري الأحساء بأنها مدينة على البحر الفارسي تقابل جزيرة أوال.[74]

أما الرحالة الغربيون فقد زار الأحساء رحالة كثر خلال النصف الأول من القرن الرابع عشر الهجري/ العشرين الميلادي ومنهم:
- وليام هنري شكسبير.
- باركلي رونكيير.
- عبد الله فيلبي.
- آر. إي. تشيزمان.
- جيرالددي جوري. [75]

## التقسيم الإداري

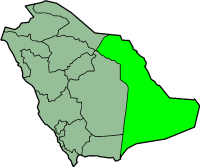
خريطة المنطقة الشرقية التي تقع ضمنها محافظة الأحساء

محافظة الأحساء إلى مدن رئيسة تتبع لها مجموعة من المراكز والقرى والبلدات، وهي ليست مدينة إنما مسمى يطلق على المنطقة التي تشمل:

### الهفوف
تقع مدينة الهفوف في الزاوية الجنوبية الغربية من واحة الأحساء، يفصل بينها وبين مدينة المبرز طريق الملك فهد الذي يقطع نطاق حاضرة محافظة الأحساء من الشرق إلى الغرب، يعود تاريخ الهفوف إلى ما قبل القرن التاسع الهجري، ومن أقدم الأحياء فيها وأشهرها حي الكوت وكان في الأصل قلعة محصنة منذ نهاية القرن العاشر الهجري وطوال 400 سنة من قبل الولاة العثمانيين في الأحساء حتى أُزيلت أسواره سنة 1376هـ، وتضم الهفوف داخل حدودها معالم أثرية متمثلة في قصر إبراهيم الأثري المبني سنة 840هـ ومسجد الجبري الذي تأسس في مطلع القرن التاسع الهجري ومسجد الدبس الذي بناه الوالي العثماني محمد باشا في 963 هـ.

### المبرز
تقع مدينة المبرز في الزاوية الجنوبية الغربية من واحة الأحساء، يعود تاريخ بداية المبرز إلى النصف الثاني من القرن السابع الهجري، كانت محاطة بسور عرضه 5 أمتار وارتفاعه 7 أمتار له ثمان بوابات، ومركز لحكم الأحساء والمنطقة في 1080هـ كانت قبل ضم الأحساء إلى الدولة السعودية، ومقرا لبروز وتجمع القوافل قبل انطلاقها إلى الحج ومن ذلك جاءت تسمية المبرز، وبالنسبة للآثار فهي تضم من معالم الأحساء قصر صاهود وقصر محيرس.

### العيون
تقع مدينة العيون شمال محافظة الأحساء، وتبعد عن مركز المحافظة 35 كم، سميت بهذا الاسم لكثرة عيونها حيث تضم موقع عين قناص التي يعود تاريخها إلى عام 4500 قبل الميلاد وقد عثر فيها على أنواع قديمة من الأواني الفخارية سجلت ضمن أقدم الأنواع المكتشفة لفخار حضارة العبيد.

### الطرف
تقع بلدة الطرف في جنوب واحة الأحساء وشرق مدينة الهفوف، وتبعد عنها مسافة 16 كم. تضم مجموعة من مواقع الأحساء الأثرية ولها تاريخ طويل تتضح معالمه في قرية السهلة وواحة ابن حبيل وآثار بو حريف، وآثار الدور وهي مجموعة من المساكن مدفونة تحت التراب قامت هيئة السياحة في السعودية بتسويرها للحفاظ على ما تبقى من أجزائها، وهي تضم كذلك جبل الأربع الذي يمثل الآن معلم ترفيهي مفتوح لزيارة السكان، إضافة إلى قصر المجصة وهو عبارة عن قلعة يحيط بها سور ذات أبراج عالية للمراقبة.

### العمران
تقع بلدة العمران أقصى القرى الشرقية من محافظة الأحساء، وهي من أكبر القرى العمرانية فيها، وأهمها من حيث مكانتها الزراعية، وهي مركز لـ 15 قرية منها: غمسي وقريتي واسط وواسط (نفس الاسم اختلاف في النطق) وسويدرة والسيايرة والشويكية والدويكية وقرية النخيل والعليا والعمران الشمالية والعمران الجنوبية والعرامية وأبو ثور وغيرهم.

### الجفر
تقع بلدة الجفر في الجهة الشرقية من واحة الأحساء، وهي واحدة من المراكز الإدارية للقرى الشرقية، وتبعد عن الهفوف مسافة 15 كم، وكانت محافظة الجفر محط القوافل من وإلى ميناء العقير، ومن أهم معالمها التاريخية سوق الأثنين الذي يعقد كل اثنين منذ 450 سنة وحتى اليوم، ويقع في الناحية الغربية من المحافظة على طرق قوافل العقير والهفوف قديما.

## السكان
بلغ عدد سكان الأحساء (1,104,267) نسمة حسب تعداد السعودية 2022، عدد السعوديين (839,254) نسمة، وعدد غير السعوديين (265,013) نسمة.
بحسب إحصاءات عام 2017، تصدّرت الأحساء محافظات المنطقة الشرقية في عدد السكان بحوالي 1,041,863 نسمة.

## الجغرافيا

### الموقع
تتمثل أهمية موقع محافظة الأحساء في كونها تربط بين المملكة في جزئها الشرقي بدول مجلس التعاون الخليجي، بين خط العرض 21 - 25 شمالا وخط الطول 25 - 49 شرقا في مساحة تقدر بـ 379,000 كم²، وتحدها من الشمال محافظة بقيق والخليج العربي، أمّا من الجنوب فتحدها سلطنة عُمان، ومن الشرق خليج سلوى ومن الغرب صحراء الدهناء.

### المناخ
مناخ الأحساء في الأصل هو صحراوي عمومًا وصحو في الغالب، حيث ترتفع درجات الحرارة صيفا وتصل إلى 51 درجة مئوية، وتنخفض درجة الحرارة شتاء إلى 10 درجات مئوية، وتهطل الأمطار الموسمية في فصل الخريف.
| البيانات المناخية لـالأحساء                                            | البيانات المناخية لـالأحساء | البيانات المناخية لـالأحساء | البيانات المناخية لـالأحساء | البيانات المناخية لـالأحساء | البيانات المناخية لـالأحساء | البيانات المناخية لـالأحساء | البيانات المناخية لـالأحساء | البيانات المناخية لـالأحساء | البيانات المناخية لـالأحساء | البيانات المناخية لـالأحساء | البيانات المناخية لـالأحساء | البيانات المناخية لـالأحساء | البيانات المناخية لـالأحساء |
| الشهر                                                                  | يناير                       | فبراير                      | مارس                        | أبريل                       | مايو                        | يونيو                       | يوليو                       | أغسطس                       | سبتمبر                      | أكتوبر                      | نوفمبر                      | ديسمبر                      | المعدل السنوي               |
| ---------------------------------------------------------------------- | --------------------------- | --------------------------- | --------------------------- | --------------------------- | --------------------------- | --------------------------- | --------------------------- | --------------------------- | --------------------------- | --------------------------- | --------------------------- | --------------------------- | --------------------------- |
| متوسط درجة الحرارة الكبرى °م (°ف)                                      | 30.6 (87.1)                 | 29.9 (85.8)                 | 34.3 (93.7)                 | 43.3 (109.9)                | 47 (117)                    | 49.4 (120.9)                | 50 (122)                    | 48.7 (119.7)                | 47 (117)                    | 42.5 (108.5)                | 36 (97)                     | 33 (91)                     | 41.0 (105.8)                |
| متوسط درجة الحرارة الصغرى °م (°ف)                                      | 5 (41)                      | 1.1 (34.0)                  | 16 (61)                     | 15.8 (60.4)                 | 22.2 (72.0)                 | 23.6 (74.5)                 | 26.6 (79.9)                 | 26.3 (79.3)                 | 22.9 (73.2)                 | 19.3 (66.7)                 | 12.7 (54.9)                 | 6.6 (43.9)                  | 16.5 (61.7)                 |
| الهطول مم (إنش)                                                        | 0.001 (0.00)                | 62.5 (2.46)                 | 10.8 (0.43)                 | 0 (0)                       | 2.7 (0.11)                  | 0 (0)                       | 0 (0)                       | 0 (0)                       | 0 (0)                       | 0 (0)                       | 0.001 (0.00)                | 0 (0)                       | 76.002 (3)                  |
| المصدر: الكتاب الإحصائي للهيئة العامـة للأرصاد وحماية البيئة لعام 2017 |                             |                             |                             |                             |                             |                             |                             |                             |                             |                             |                             |                             |                             |

### جيولوجية الأحساء
تتركب جيولوجية الأحساء من وحدتين رئيسيتين وهي:
- الدرع العربي: الذي يشمل مناطق الساحل الشرقي للبحر الأحمر ويمتد إلى الداخل ليشكل هضبة نجد الكبرى، وهو عبارة عن صخور رسوبية متحولة مع صخور القاعدة من النيس والصخور البركانية التي ترجع إلى حقب ما قبل الكاميري.
- الرصيف العربي: ويتكون من الصخور الرسوبية التي تعود إلى حقبة ما قبل الكاميري وحدثت في دورتين من الحركات الأرضية البانية للجبال والتي صدعت الدرع العربي، وتسببت في انبثاق الصخور الجرانيتية.

وبسبب موقع الأحساء بين صحراء هضبة الصمان الصخرية في الغرب والكثبان الرملية في الشرق، ضمت جيولوجية الأحساء مقعد رسوبي من طبقات العصرين الميوسين الأعلى والبلايوسين الأدنى، وتنكشف الطبقات العليا بشكل واضح في الجروف باتجاه الشرق بالقرب من الأحساء، وتسمى هذه السلسلة العليا تكوين الهفوف من عصر الميوسين إلى عصر البلايوسين الأدنى، إضافة إلى رواسب أرضية من عصر الميوسين الأوسط تشكل طبقات بحرية تظهر في قاعدة جرف هضبة الصمان شمال وجنوب الهفوف، ويأكد التقدم البحري بعض الرواسب الشاطئية في الأحساء والمرجان وطحلب البروزويا جنوب جبل الشعبة، وشرق محطة القطار بالهفوف.

### التضاريس
تتشكل ثلاثة أرباع مساحة الأحساء من صحراء الربع الخالي وأجزاء من صحراء الدهناء، وتشكل السهول الساحلية بموازاة الخليج العربي 12% من مساحتها، و45.6% من المساحة الإجمالية عبارة عن الهضاب المتمثلة في هضبة الدبدبة وهضبة الصمان ونفود الجافورة والمساحات الصخرية في منطقة العقير.

#### الجبال
تضم محافظة الأحساء مجموعة من الجبال التي تحوي عدة مغارات كانت في السابق مقرا لتعليم القرآن الكريم، وإقامة المناسبات، وتحولت في الوقت الحاضر إلى مناطق سياحية وأشهرها جبل القارة في واحة الأحساء على بعد 12 كيلو متر إلى الشرق من مدينة الهفوف وعلى مساحة 14 كم²، وهو من المواقع الأثرية التي ساهمت في تسجيل الأحساء بقائمة التراث العالمي في اليونسكو إذ يحتوي على العديد من الكهوف والمغارات تتصل فيما بعضها البعض بممرات، وتعمل هذه المغارات على تلطيف الأجواء في فصل الصيف الحار نتيجة العزل الحراري الطبيعي لصخورها، ويعرف جبل القارة قديما بجبل الشبعان ووصفه أبو محمد الهمداني بأنه أحد قصبات هجر الثلاث إلى جانب المشقر والصفا، وعلى الشمال الغربي من امتداد جبل القارة توجد تلة صخرية تعرف باسم رأس القارة أو رأس الجبل يستغلها السياح في التسلق، وفي حي القوع يوجد جبل أبو حصيص الذي يطل على قرية التويثير ويقصده الأهالي قديما عندما يحل فصل الصيف للاسترخاء في مغاراته وأخذ قسط من الراحة والنوم بعيدا عن أشعة الشمس الحارة، وعلى القرب منه يوجد جبل كنزان الذي شهد أحد معارك الانتصار لموحّد المملكة المؤسس الملك عبد العزيز سنة 1915.

## الاقتصاد

### الزراعة
بالرغم من أن محافظة الأحساء تقع في أرض صحراوية، إلا أن أغلب المصادر التاريخية وكتب الرحلات أشارت إلى أن الأحساء قديما تجري فيها المياه بوفرة بل أن الرحالة ناصر خسرو وصفها في كتابه سفرنامه وقال «أن المدينة فيها عيون ماء عظيمة تكفي كل منها لإدارة خمس سواق»، وهو ما جعلها مؤهلة لزراعة المحاصيل المعتاد زراعتها في المناطق الحارة والمعتدلة، على مساحة 10 آلاف هكتار من الأراضي الزراعية تعود إلى 30 ألف مزارع.
تعتمد الواحة الزراعية في الأحساء منذ آلاف السنين على مياه العيون العذبة وهو نظام الري والصرف التقليدي الذي كان سائدا في الواحة إلى وقت قريب، وهو نظام واحد غير منفصل حيث تنساب مياه العيون في قنوات ترابية، وفي نفس الوقت تستقبل هذه القنوات الفائض من مياه الصرف الزراعي، مما يجعل المزارع المجاورة للعيون والقريبة منها أكثر استفادة من المياه الجيدة، بينما تروى المزارع البعيدة والواقعة في أطراف الواحة بمياه عالية الملوحة نسبيا بسبب اختلاطها بمياه الصرف الزراعي، مما أدّى إلى تراكم الأملاح في التربة في أطراف الواحة وارتفاع مستوى الماء الأرضي مع انحسار في الرقعة الزراعية وانخفاض في إنتاجية المحاصيل، ونتيجة لتراكم هذه الممارسات منذ آلاف السنين ظهرت الحاجة إلى تطوير وتحسين نظام الري والصرف التقليدي، وتم تزويد المنطقة في 1964 بنظام حديث لنقل وتوزيع مياه الري من العيون إلى المزارع بالقنوات الخرسانية، ونظام منفصل لتجميع مياه الصرف ونقلها إلى بحيرتين للتبخر خارج النطاق الزراعي.
منذ مطلع التسعينات الميلادية بدأت المياه المتوفرة من العيون في التناقص من عام لآخر نتيجة لازدياد سحب المياه من الطبقة الجوفية المغذية للعيون لتغطية الحاجة المستمرة للمياه في ظل التنمية المتزايدة والنمو السكاني بالمنطقة وتزايد سحب المياه من جميع الجهات والأهالي، وأظهرت الدراسات التي أجرتها وزارة الزراعة آنذاك بأن الإمكانات المائية للعيون أصبحت محدودة وأن المزيد من سحب المياه سيؤدي لنضوب العيون وفقدان الواحة لمصدرها الوحيد لمياه الري، حتى أدّى ذلك لنضوب العيون تدريجيًا حتى نضبت آخر العيون في العام (1417هـ - 1996م). ومن أجل الحفاظ على الواحة قامت الوزارة بالاعتماد على مصادر المياه غير التقليدية كمياه الصرف الصحي المعالج وإعادة استخدام مياه الصرف الزراعي مع تقليل ضخ المياه الجوفية من الآبار.

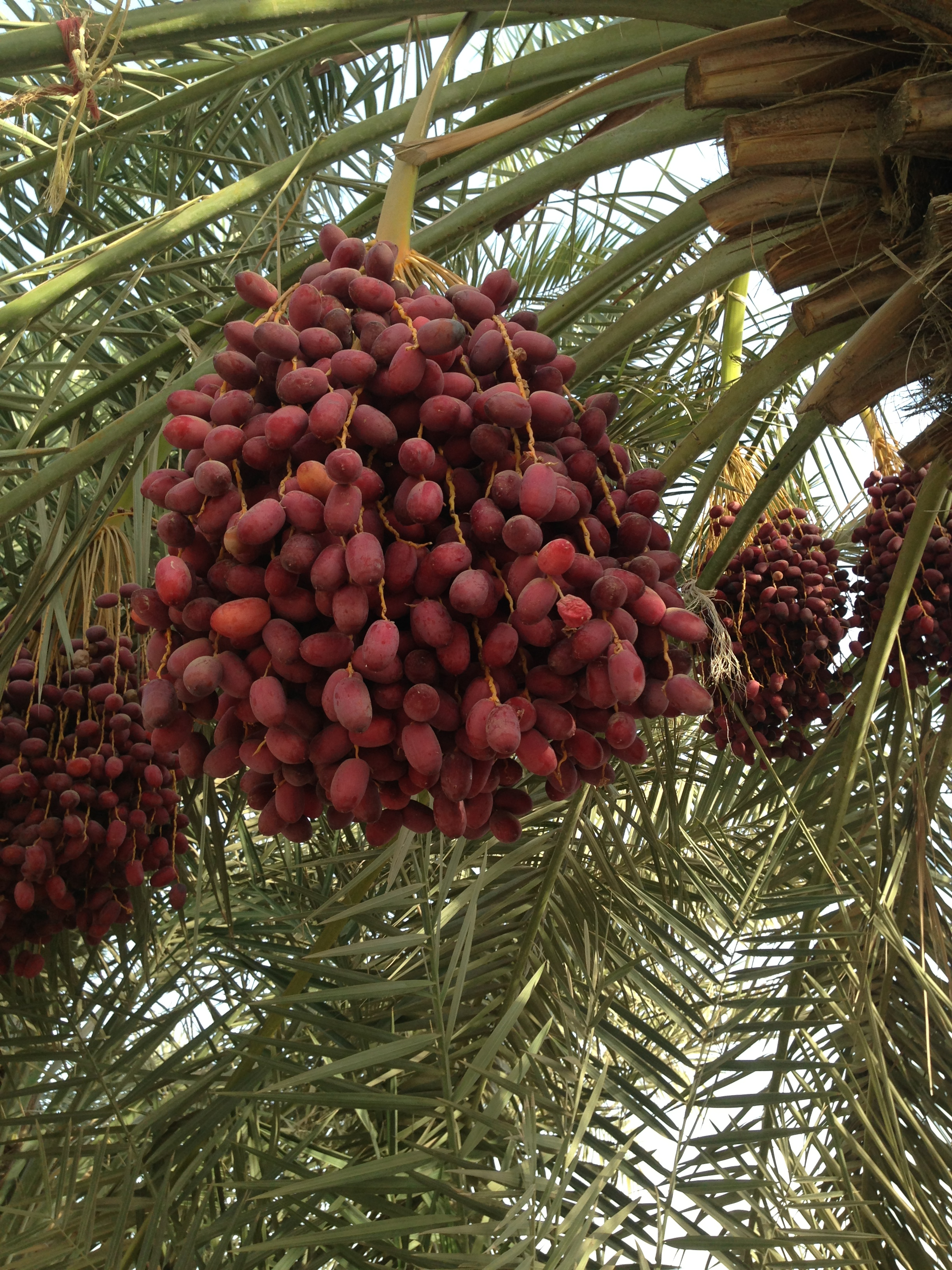
تمر صنف خنيزي

يعد التمر المحصول الأساسي في محافظة الأحساء، وزراعة النخيل أبرز المنتجات الزراعية، حيث يصل إنتاج الأحساء من التمور أكثر من 100 ألف طن سنويًا وأكثر من 18 صنفا تقريبا أي ما يعادل 10 في المائة من إنتاج المملكة، تشمل أصناف الخلاص والرزيز والشيشي والزاملي والشبيبي وهلالي والمرزبان والطيار، والغر والكاسبي والخنيزي والخصاب والوصيلي، والتناجيب والحاتمي والبرحي والمنجاز وشهل.
وتضم واحة الأحساء مصنع لتعبئة التمور يتبع لهيئة الري والصرف التي تشرف على الحيازات الزراعية في الواحة، أُنشئ لإنتاج 25 ألف طنٍ من التمور المعبأة التي يتم شراؤها من المزارعين في الأحساء والمملكة عمومًا بأسعار تشجيعية لدعم الزراعة والمزارعين، وتوزع على فقراء الداخل والخارج ضمن إسهامات المملكة في برنامج الغذاء العالمي، كما يقدم صندوق التنمية الزراعي السعودي إعانات وقروض لاستصلاح الأراضي وإنشاء المزارع وشراء المعدات والأسمدة والمبيدات. وبالقرب من شاطئ العقير انشأت أمانة الأحساء أكبر مدينة للتمور في العالم، مكونة من ساحتي حراج إحداهما تقليدية والأخرى تشتمل على بورصة للأسعار وصالة مغطاة ومباسط ومراكز تجارية ومصانع لتعبئة التمور، ومكاتب لشركات النقل والتوزيع والإعلام ومراكز اتصالٍ ومختبرات لمراقبة الجودة وفحص المنتج، إضافة إلى قاعة مؤتمرات ومعارض لنشاطات النخيل والتمور، ومكتب اتصالٍ وتنسيقٍ لتبادل التجارب والخبرات العالمية.

#### العيون

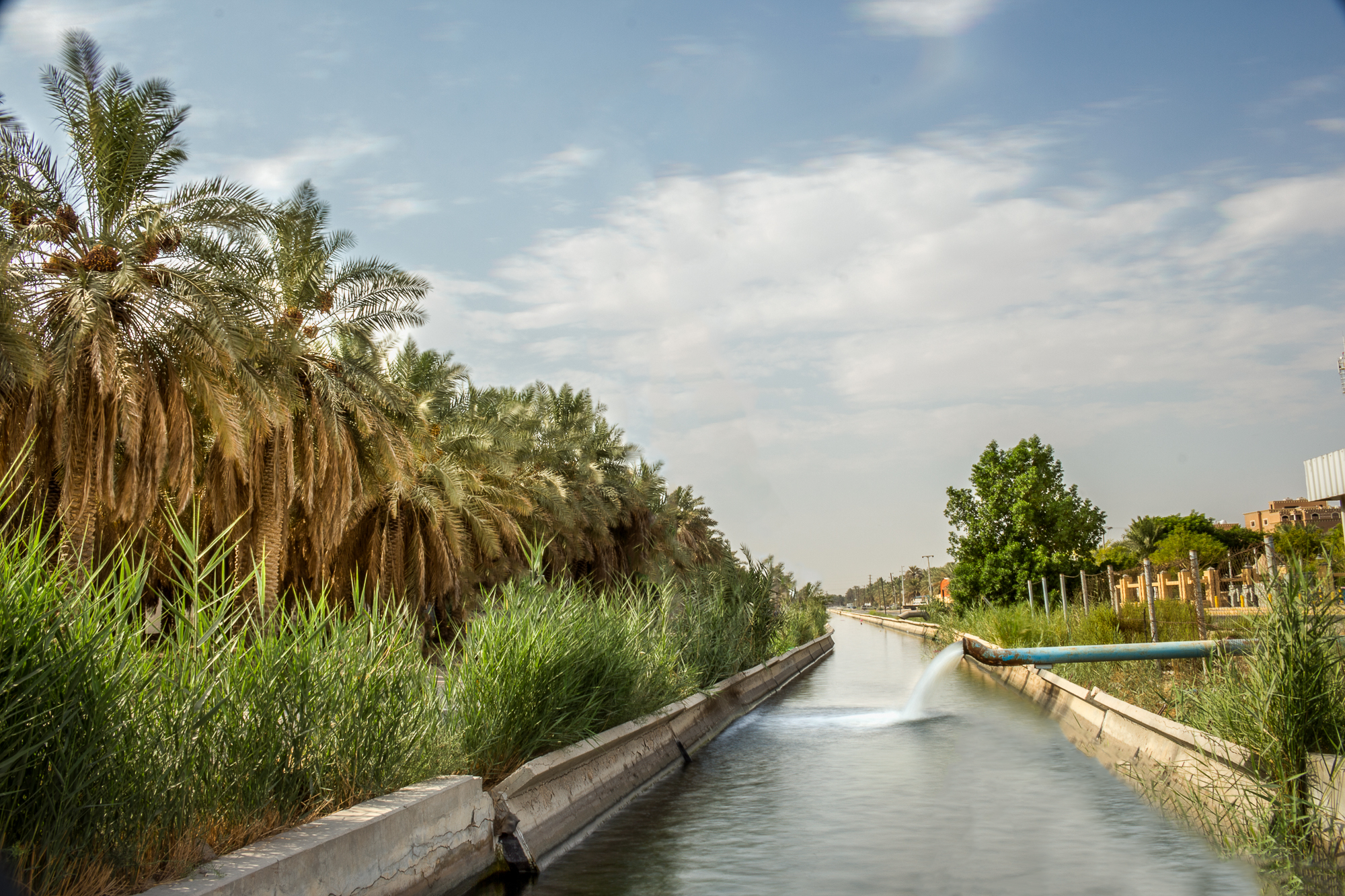
محطة التقاء ماء عين الجوهرية بمشروع مياه الري والصرف

ظلت الزراعة في الأحساء عبر التاريخ في تنامي بفضل عدد كبير من العيون الطبيعية التي كانت مياهها تتدفق دون ضخ طوال العام، وقد قدر عالم الانثروبولوجيا فريدريكو فيدال في كتابه واحة الأحساء تدفق المياه من جوفها بحوالي 150.000 جالون في الدقيقة، يتدفق بعضها من آبار ارتوازية حفرت من قبل الأهالي وينابيع من عيون طبيعية غزيرة، ويتراوح عمقها بين 500 إلى 600 قدم، ودرجة حرارة تتراوح ما بين 85 إلى 90 درجة فهرنهايت. ويقدر عدد العيون بالاحساء بـ 195والأكثر منها ينبع من الرقعة الواقعة في الهفوف شرقًا، وبعضها ينبع من شرقي المبرز، وهي عبارة عن قسمين قسم يقع في الجهة الشمالية من المحافظة والقسم الآخر في الجهة الجنوبية، كانت العيون تمد المنطقة الزراعية بالمياه عبر مجموعة من القنوات والجداول التي كانت تشكل شبكة الري التقليدية حتى إقامة مشروع الري والصرف، ثم تحولت بعض هذه العيون إلى مسابح، وتم تجهيزها بتقنيات تساعد هذه العيون على إمداد قنوات الري بالمياه بعد أن تراجعت مستويات تدفقها، وهنا أبرزها:
- عين أم سبعة: تقع في شمال مدينة المبرز، سميت بذلك لأن نبعها يجري في سبعة أنهار، وهي عبارة عن نبع ماؤه حار، وهو يجري في البساتين من خلال مجموعة جداول رئيسية.[112]
- عين النجم: تقع غرب مدينة المبرز، وهي نبع متوسط الحجم وماؤها حار، وكان يرتادها أهالي الأحساء لمعالجة أمراض الروماتيزم وتصلب الأعصاب لاحتواء مائها على الكبريت،[113] وفي عهد العثمانيين بنى الأتراك فوقها قبة للاستحمام داخلها.[40]
- عين الخدود: تقع جنوب عين الحقل، وهي أكبر ينابيع الأحساء وتقع في وسط مدينة الهفوف، تخدم الناحية الشرقية من واحة الأحساء، ويقدر نبعها بعشرين ألف جالون في الدقيقة،[114] ويزيد عرض مجراها على 20 مترًا.[40]
- عين الجوهرية: تقع بالقرب من قرية البطالية، وهي عبارة عن نبع متوسط الحجم، وتقوم بسقي قسما من نواحي القرية، ويقدر تدفق ماؤها بثلاث آلاف جالون في الدقيقة،[115] ويصب ماؤها في أربعة أنهار تسقي النخيل في قرية البطالية.[40]
- عين الحارّة: تقع شمال المبرز، ويقدر تدفقها بـ 20000 ألف جالون في الدقيقة تسقي نخيل البطالية والشعبة والمبرز، سميت بذلك بسبب سخونة مياهها،[116] يجري ماؤها في مجرى واحد حتى ينتهي إلى موقع يسمى المُفتَرق فيفترق النهر إلى فرقتين الأولى تسمى الشمالي والأخرى تسمى مغيصيب تتفرق منها 12 نهر تصب في بحيرة الأصفر.[40]
- عين الحقل: تقع في وسط نخيل مدينة الهفوف، وتعتبر من أكبر ينابيع المياه في الأحساء، ويقدر تدفق مياهها بحوالي 22500 جالون في الدقيقة،[117] ويتفرع منها ستة أنهار وهي نهر المازني ونهر السقوفي ونهر البدن ونهر الحريثي ونهر الدباغي ونهر الخريمة.[40]
- عين البحيرية: تقع في غرب مدينة الهفوف في منطقة السيفة وتسقي مياهها بساتين مدينة الهفوف، وهي من أقدم العيون في الأحساء.[118]
- عين منصور: تقع في الطريق إلى عين أم سبعة، وماؤها حار عذب يجري في ثلاثة أنهار، تسقي نخيل قرية الشقيق وقرية جليجلة وقرية العيون.[40]
- عين برابر: تقع في شرق مدينة الهفوف، وغرب عين اللويمي، تخرج من طرف الزبدا وتمر في طريق واحد إلى قرية الطرف، وهي من عيون الأحساء التي تعتبر مياهها صالحة للشرب، وتتميز ببرودتها وعذوبتها.[119]

#### بحيرة الأصفر
هي بحيرة تقع شرق مدينة الهفوف، تكونت بسسب مياه العيون والأنهار التي كانت تصب في جوفها بعد أن تسقي النخيل مكوّنة أكبر تجمع مائي في منطقة الخليج العربي بمساحة 240,000 م²، ويتفاوت درجة عمق البحيرة بحسب كمية الأمطار ومعدل المياه، ويقدّر حجم كمية المياه المتدفقة في البحيرة صيفًا إلى 9 ملايين م³ على مساحة سطحية 19.2 كم²، بينما يصل حجم المياه المتدفقة في البحيرة شتاءً إلى 59 مليونا و500 ألف م³، في مساحة تصل إلى 48 كم.
تضم بحيرة الأصفر أشجار الأرطى والشنان والسرخس وهي الوحيدة في المملكة التي تعيش فيها حياة فطرية متكاملة، وتعد البحيرة محطة استراحة لهجرات الطيور المختلفة التي تعبر مرتين في العام من الشمال إلى الجنوب ومن الجنوب إلى الشمال، ومنها البط والبلابل والعصافير، وتبلغ مساحة البحيرة حوالي 240,000 م².

### الحِرَف اليدويَّة
تملك الأحساء عضوية في شبكة المدن الإبداعية بمنظمة اليونسكو فيما يخص المجال الإبداعي الخاص بالحرف اليدوية والفنون الشعبية منذ نوفمبر 2015م، وهي ثالث المدن العربية انضمامًا للقائمة وأولها خليجيًّا، ويأتي اختيارها عضو شبكة اليونسكو لاهتمام الأحساء في مجال الحرف اليدوية الفنون الشعبية واعتبارها عامل استراتيجي نحو تحقيق تنميةٍ مستدامةٍ في المجالات الاقتصادية والاجتماعية والثقافية والبيئية. وتعد الصناعات الريفية التي تعتمد على أشجار النخيل في الدرجة الأولى من أشهر الحرف اليدوية في الأحساء، فمن جذوعها تصنع الأبواب والمكانس الناعمة والحبال، ومن الخوص تصنع السفرة والمفارش والزنابيل والمقاصف والأطباق الخاصة بالفاكهة وأواني تعبئة التمور، إضافة إلى حرفة الخرازة ويسمى المهتم بالصناعات الجلدية باسم الخرّاز، وهو الذي يحضر الجلود وينظفها ويدبغها ثم يصنع منها الدلاء والأحذية والحقائب والأحزمة الجلدية والسيور، وتعد حرفة حياكة البشوت من الحرف التي حافظ عليها الأهالي في الأحساء حتى اليوم، بإنتاج نوع خاص من البشوت يسمى النوع الحساوي وهو الذي يحاك بطريقة يدوية، كذلك اشتهرت الأحساء قديمًا بالحدادة وهي من الحرف القديمة التي اندثرت وتقوم على تحويل كتل الحديد إلى أدوات عملية أو منزلية كالمسحاء والقلة ويستعملان في البناء والزراعة، إضافة إلى صناعة «مبيض النحاس» الذي يقوم بتبييض النحاس من الأواني المنزلية ويلحم مابها من خدوش أو شقوق ويحول قطع الصفيح إلى أدوات نافعة، وكذلك عملية استخراج اللآلئ من أعماق البحار، وهو عمل جماعي يقوم به البحارة على السفن الخاصة تحت قيادة النواخذ قديما.

### الصناعة
يتركز نصف إجمالي الاستثمار الصناعي في المملكة بالمنطقة الشرقية ونحو 13% منه في محافظة الأحساء بالتحديد، ويقدر حجم حصة الصناعة في اقتصاد محافظة الإحساء 33%. إذ تضم الأحساء عدد من المدن الصناعية مثل المدينة الصناعية الأولى التي تحتضن أكثر من 67 مصنعًا لمختلف النشاطات الصناعية أهمها الصناعات البلاستيكية والصناعات المعدنية وصناعة الأجهزة الكهربائية، ويبلغ إجمالي الاستثمارات فيها مليار ريال بطاقة إنتاجية قدرها 686 ألف طن، وتبلغ مساحتها الكلية 1.5 مليون م². إضافة إلى مشروع المدينة الصناعية بالعقير بمساحة تصل إلى 300 مليون م²، ومشروع إنشاء المدينة الصناعية الثانية والتي تبلغ مساحتها 300 كم² وهو ما يعادل مساحة 40 مدينة صناعية قائمة في المملكة، وتضم الأحساء 24 مصنعا تحت الإنشاء والتأسيس، تستهدف صناعة المركبات والمقطورات، والمنتجات النفطية المكررة، والملابس والمنسوجات، والمواد الكيميائية، والصناعات الطبية، وصناعات الخشب والأثاث، وصناعة الكهرباء والأجهزة الكهربائية، والمعادن ومواد البناء، والمنتجات الغذائية والمشروبات، والطباعة والنشر، والورق، والمنتجات البلاستيكية، المعدات. كذلك يوجد في الأحساء مصنع شركة الأسمنت السعودية أكبر مصنع للإسمنت في المملكة.

## الثقافة والتعليم

### المؤسسات التعليمية

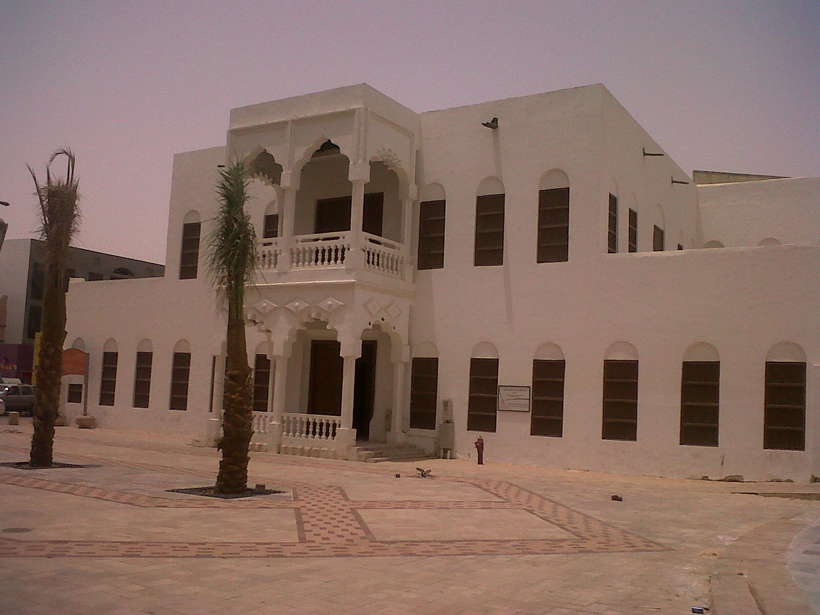
المدرسة الأميرية مدرسة الهفوف الأولى

تنقسم المدارس في الأحساء إلى مدارس حكومية ومدارس أهلية، ويصل عدد المدارس في الأحساء اليوم إلى 1101 مدرسة ما بين ابتدائية ومتوسطة وثانوية بحسب إحصائيات تعليم إدارة تعليم الأحساء في 2015م، كما يوجد العديد من المدارس العالمية والأهلية الموجودة بالمحافظة، ويمكن الوصول إلى معلومات الكثير من تلك المدارس من دليل مدارس الإحساء الموجود بمنصة ياسكولز بالإضافة إلى معلومات التواصل لها وتقييمات أولياء الأمور على تلك المدارس ، ويصل عدد الطلاب بداخلها إلى 2,116,19 طالب وطالبة و19197 معلم ومعلمة. تقع في محافظة الأحساء بمدينة الهفوف أيضا جامعة الملك فيصل أكبر قطاعات التعليم في المحافظة، حيث يصل عدد الطلبة بداخلها إلى 41598 طالب وطالبة حسب إحصاء العام 2018م و2113 عضو هيئة تدريس، تضم 15 كلية و20 مركز علمي وبحثي، وتمنح درجات البكالوريوس والدراسات العليا، وخدمات التعليم الإلكتروني والتعليم عن بعد.
وفي 2016 بدأت أعمال تشييد جامعة جديدة في الأحساء تقام على مساحة 120 ألف م² وتضم ست كليات، مساحة كل كلية 12800 م²، ومن المتوقع أن تستوعب الجامعة أربعة آلاف طالب وطالبة في كلياتها الست، وستنتهي أعمال المرحلة الأخيرة من المشروع بنهاية عام 2019م.
يمتد التعليم شبه النظامي في الأحساء إلى ماقبل عام (1019هـ - 1610م) حيث كان طلاب العلم يقصدون حلقات التعلم التي يقيمها الشيوخ والعلماء في المساجد في مختلف أحياء وقرى الاحساء، ونظرًا لكثرة الطلبة فقد قام الأهالي بإنشاء مدارس لها مقرات مستقلة وأوقفوا عليها المزارع والمساكن والأموال وقد أُنشئت عدة مدارس كانت تعتمد في الصرف على الأوقاف الخاصة بها. فكانت الأحساء منذ بادية الإسلام المنارة العلمية الثالثة في شبه الجزيرة العربية بعد الحجاز واليمن، وكان العلماء فيها من الأمراء والعامة يعلّمون الناس كافة العلوم الدينية والعلوم الرياضية والحسابية وعلم الفلك. ومن أشهر المدارس القديمة في الأحساء:
- - مدرسة القبة الشرعية: تقع في حي الكوت بالهفوف وبالقرب من قصر ابراهيم تأسست في عام (1018هـ - 1609م)، وتم ترميمها في عام (1429هـ - 2008م).
  - مدرسة العثمان: تقع في حي الكوت بالهفوف شرق جامع الجبري، تأسست في القرن الحادي عشر وكانت أول عملية ترميم لها في عام (1421هـ - 2000م)
  - مدرسة النعاثل: تقع في حي النعاثل في الهفوف، تأسست قبل عام (1194هـ -1780م).
  - مدرسة العمير: تقع في حي الكوت بالهفوف، ولم يتبقي منها الآن إلا آثارها.
  - مدرسة الشلهوبية أو المدرسة البكرية: تقع في حي الكوت بالهفوف تأسست سنة (1184هـ - 1770م).
  - المدرسة القبلية: تقع في الناحية الغربية من حي الكوت بالهفوف، تأسست سنة (1257هـ - 1841م).
  - مدرسة آل عبد اللطيف: تقع في حي الكوت بالهفوف، تأسست سنة (1262هـ - 1846م)، وفي عام (1422هـ - 2001م) تم إعادة بناء المدرسة على الطراز المعماري الحديث.
  - رباط آل أبي بكر الملا: يقع في حي الكوت بالهفوف، وهو مسكن لطلبة العلم من داخل الأحساء وخارجها يتلقون فيه العلوم الشرعية، ويؤمن لهم ولغيرهم من عابري السبيل المأكل والمشرب، تأسس سنة (1285هـ 1868م).

- - المدرسة الجديدة: تقع بفريق الرويضة وسط حي الكوت، تأسست عام (1292هـ - 1875م)
  - مدرسة تحفيظ القران: تقع في وسط حي الكوت، تأسست سنة (1295هـ - 1878م).
  - مدرسة الملحم: تقع في حي النعاثل بالهفوف، يرجح تاريخ تأسيسها بين عامي 1750م 1821م. بعد وفاة مشائخها وانصراف الطلاب إلى المدارس الحكومية، استخدم مبنى المدرسة سكنا للعائلات الفقيرة، ويعود جزء من ملكيتها في الوقت الحالي لصالح البلدية في الأحساء.
  - مدرسة الصالحية: تقع في حي الصالحية بالهفوف، تأسست سنة (1328هـ - 1910م).
  - مدرسة الدريبية: تقع في حي النعاثل بالهفوف، تأسست سنة (1389هـ - 1969م)، واستمرت في العطاء قرابة عشرين عامًا، وتوقفت بوفاة الشيخ عبد اللطيف العديل أحد معلميها سنة 1983م.
  - المدرسة الأميرية أو مدرسة الهفوف الأولى: هي أول مدرسة حكومية نظامية، تأسست سنة (1356هـ -1937م)، بناها الأهالي في الأحساء من خلال جمع التبرعات، بعد أن طلبت إمارة الأحساء إخلاء المبنى ليكون مقرا للشرطة. في عام 1955م تم تغيير اسمها إلى مدرسة الهفوف الأولى.
  - مدرسة الشريفة: تأسست في حي الكوت عام (1305هـ - 1888م).
  - مدرسة القرين: تأسست في حي الكوت عام (1313هـ - 1895م).

### واحة الأحساء ضمن قائمة التراث العالمي
في يوليو 2018م تقدمت الهيئة العامة للسياحة والتراث الوطني برفع ملفا لليونسكو تحت عنوان «الأحساء مشهد ثقافي متطور»، وكانت هذه هي المرة الأولى التي تستقبل فيها اليونسكو ملفًا لمساحة زراعية بهذا الحجم، حيث تبلغ مساحة واحة الأحساء 160 كم²، وهي بذلك أكبر واحة زراعية مرويَّةٍ في العالم، إضافة إلى كونها صامدة وحية وتتجدد مع كل المعطيات وشاملة مدن ومجتمعات حضرية وعيون الماء، وتطل على مياه الخليج العربي من جانب وصحراء الربع الخالي من جانب آخر.
ساهمت الواحة في إبراز القيمة الطبيعية والتراثية في المنطقة، بخاصة في ظل حفاظها على تنامي مساحتها الزراعية واعتمادها على نظام ري شبه تقليدي، إضافة إلى احتوائها على العيون التي تساعد على ضخها شبكات هيئة الري والصرف مثل عين نجم وعين أم سبعة وعين الحارة والتي يستفاد من مياهها الكبريتية أيضا في علاج بعض الأمراض، وعيون المياه الباردة مثل الجوهرية والخدود والبحيرية.
تضم الواحة أكثر من ثلاثة ملايين نخلة تنتج نحو 60 صنفًا من أنواع التمور وهي المنتج الرئيس للتمور في المملكة ودول الخليج العربي، مما أهلها للمشاركة في المنافسات الدولية لعجائب الدنيا السبع وحصولها على المركز السادس من بين 277 موقعا حول العالم في مسابقة تشرف عليها منظمة اليونسكو.
ضم ملف الأحساء 12 مكونًا مقسمة على ثلاثة أقسام حسب طبيعتها، المجموعة الأولى تضم المواقع ذات المكونات الطبيعية وهي الواحة الشرقية والواحة الشمالية واحة السيفة وبحيرة الأصفر، والمجموعة الثانية ضمت المواقع الأثرية وهي عين قناص وموقع جواثى، فيما ضمت المجموعة الثالثة مواقع ذات قيمة تراثية وهي قصر إبراهيم وقصر صاهود ومسجد جواثى وقصر خزام وسوق القيصرية ووسط مدينة العيون القديمة.
وفي 27 يونيو 2024 أعلنت شبكة المدن المبدعة في اليونسكو فوز الأحساء ممثلةً في الدكتور إبراهيم الشبيث، نائباً لرئيس شبكة المدن المبدعة بمجال الحرف اليدوية والفنون الشعبية.

### المواقع الأثرية
| ميناء العقير يقع على ساحل الخليج العربي على بعد 60 كم من مدينة الهفوف، وهو أحد الموانئ الهامة في عهد الدولة العثمانية، وكان له أثر سياسي وتجاري وعسكري وفكري كذلك في عهد الدولة السعودية، حيث كان مقرًا لعقد الاتفاقيات والمفاوضات ومقابلة الدبلوماسيين الأجانب وإجراء التحالفات مع القوى الدولية السياسية في المنطقة، ومنه ترد البضائع وتصدر من العاصمة الرياض وإليها، ووسط وشرق الجزيرة العربية، تراجعت أهمية العقير في عام 1377هـ /1957م بعد اكتشاف النفط وإنشاء ميناء الملك عبد العزيز في الدمام وخط السكة الحديدية، للبحث عن طرق أقرب لمصادر النفط لتسهيل نقله وما يحتاج إليه من مواد وتسهيل وصول العاملين فيه لمناطق العمل، وما تزال بعض آثار ميناء العقير موجودة حتى الآن حيث أصبح معلما أثريًا.                     |
| مسجد جواثى يقع على بعد نحو 20 كم شمال شرق مدينة الهفوف، وما تزال قواعده قائمة إلى وقتنا الحالي، وترجع أهميته التاريخية في كونه ثاني مسجد أقيمت فيه صلاة الجمعة في الإسلام بعد مسجد رسول الله، قام ببنائه بنو عبد القيس الذين كانوا يسكنون الأحساء في تلك الفترة، وهو مذكور في الكثير من الكتب التاريخية، وممن ذكره الهمداني في وصفه جزيرة العرب. وبسبب زحف الرمال اختفت آثار المسجد في فترة من الزمن حيث اجتاحت الرمال القرية من ناحيتها الغربية وغطت معظم المنازل فيها، وفي عام 2009م أُعيد اكتشاف المسجد وترميمه على قواعده القديمة وفق الأسس العلمية لترميم المباني الأثرية. |
| قصر محيرس يقع في شمال المبرز على أعلى تلة من المدينة وعلى بعد 14 كم شمال الهفوف، تم تشييده في عام 1794 في أوائل العهد السعودي، وهو عبارة عن قلعة حربية تضم برج للمراقبة. |
| قصر إبراهيم يسمى أيضا قلعة إبراهيم نسبة إلى إبراهيم باشا القائد العثماني الذي حكم محافظة الأحساء آنذاك، ويقع القصر شمال مدينة الهفوف على مساحة 16500 م²، تم بناؤه في عام 1556م وكان المقر الرئيس لحامية الدولة العثمانية في الأحساء التابعة للبصرة آنذاك، تم الدمج في بنائه بين التصميمات المعمارية الخاصة بالمحافظة والتصاميم العثمانية والطراز العسكري، ونتج عن ذلك أسلوب معماري جديد ظهر في تصميم الأقواس والقباب والزخارف الموجودة بالقصر. تم تطوير وترميم المنطقة المحيطة بالقصر لتصبح موقعا لإقامة الحفلات والمهرجانات تحت إشراف الهيئة العامة للسياحة والتراث وهو مفتوح للزوار من داخل وخارج المملكة. |
| قصر صاهود يقع قصر صاهود في حي الحزم بمدينة المبرز على مساحة 1750 م²، تم بناؤه في عام 1800م للدفاع عن المدينة وحماية الأراضي الزراعية ومراقبة مخيمات البدو الموسمية. وهو مبني من اللبن المجفف والطين وقوالب الخشب، ويضم ستة أبراج دائرية التصميم وأخرى مستطيلة الشكل مبنية فوق المدخل تستخدم للمراقبة، ويحيط بالقصر جدار دفاعي منخفض وكان هذا الجدار محصن بخندق مائي موازي له، ويحتوي القصر على جدران داخلية وخارجية على مستوى المتراس زادت من تحصينه من ناحية التصميم وهو ما يميزه عن بقية الحصون والقلاع الموجودة في الأحساء، ويضم في داخله مسجد وغرف للجنود ومستودع وغرفة ضيافة وبئر لاستخراج الماء ومجلس للضيوف وإسطبلات. ويذكر أن سبب تسمية قصر صاهود بهذا الاسم نسبة إلى مدفع كان منصوبا داخل القصر يطلق عليه صاهود. |
| قصر العبيد من الخارج (يمين) وصورة تعود لقصر العبيد في أوائل خمسينيات القرن العشرين (يسار). قصر العبيد يقع القصر شمال مدينة الهفوف ويبرز محيطه عن أسوار المدينة وتحده خنادق من جهتيه الشمالية والغربية ويضم ستة أبراج للمراقبة، ويسمى أيضا بسجن العبيد وهو مجاور لقصر إبراهيم ولا يفصل بينهما سوى أسطبل مخصص للخيول، وقد تم هدم القصر في 1975. |
| قصر خزاميقع في جنوب غرب مدينة الهفوف، ويعود تاريخ بناؤه إلى عام 1793 وتقدر أطول أسواره بـ 70×80 مترًا، وكانت الحاجة لبنائه ليشكل حامية عسكرية من مخيمات البادية التي تستقر في ذلك الموقع في مواسم محددة من كل عام، إذ يحضر البدو الرحل إلى الأحساء لشراء مستلزماتهم. |

### المتاحف والجمعيات الثقافية
- متحف الأحساء للآثار والتراث الشعبي: يقع في وسط مدينة الهفوف على مساحة أربعة آلاف م²، ويضم مقتنيات أثرية لكل حقبة تاريخية نشأت واستوطنت في الأحساء تصل إلى 1400 قطعة أثرية يعود تاريخها إلى ما قبل 5000 سنة ق.م، وأدوات ومقتنيات لفترات العصر الحجري التي تواجدت في موقع عين قناص والدوسرية، وهو من أقدم المتاحف في المملكة افتتح سنة 1983م.[147]
- متحف الأحساء: يقع في حي الصالحية بالهفوف، تأسس في عام 1983م، ويعرض تاريخ الأحساء عبر عصور تاريخية مختلفة، إضافة إلى التراث الشعبي بالمنطقة. ويضم مكتبة وقاعة للصور، وأجنحة يعرض فيها هواة الآثار مقتنياتهم.[148]
- جمعية الثقافة والفنون بالأحساء: تقع على طريق القرى الشرقية، وهي فرع من فروع الجمعية العربية السعودية للثقافة والفنون بالرياض.[149]

### الأسواق الشعبية
تعرف الأحساء بالأسواق الشعبية القديمة وهي جزء من تاريخها وأشهرها سوق الجرعاء وسوق المشقر التي ذكرها المؤرخ أبو محمد الهمداني ويعود تاريخها إلى قبل 2800 عام، وما زالت بعض الأسواق القديمة مفتوحة في الوقت الحاضر بعد ترميمها ومنها سوق القيصرية وهو من أقدم الأسواق المعروفة شرق شبه الجزيرة العربية يتكون من صفوف من المحلات التجارية تقع في ممرات مغلقة ومسقوفة والمبنية على الطراز العثماني القديم، تم بناؤه في عام 1822م ويضم نحو 422 محلًا تملك الأمانة 177 محلًا منها، ويمتلك الأهالي 251 محل، وسوق السويق في وسط مدينة الهفوف بالقرب من سوق القيصرية، وفي جانب منه يقع سوق الذهب والمجوهرات والعديد من المشاغل الخاصة بعمل المشغولات الذهبية، وأسواق القرية المصممة على شكل قلعة تاريخية محاطة بسور من الخارج، وعلى مساحة تتجاوز 140 ألف متر2، ويحتوي على أربعة مداخل رئيسية للسيارات، وثمانية مداخل للمشاة.

### تقاليد وعادات أهالي الأحساء
- ختم القرآن: كان التعليم في الأحساء كغيرها من المناطق يعتمد على «المطوّع»، وهو يركز على تعليم القرآن الكريم خاصة ومن ثم الحديث وتعليم الكتابة، وتأخذ الدراسة شكل حلقات فكل مجموعة في نفس المستوى مع بعض، بعد أن يختم الصبي أو الصبية القرآن، يلبس أحسن الثياب ويطاف به في بيوت أقاربه ومن ورائه مجموعة الصبية، وتوزع الحلويات والشراب ويقرأ الصبي قليلًا من القرآن الكريم وينشد انشودة ختم القرآن ويردد الصبية وراءه آمين في مناسبة تُعرف بالتحميدة.[153]
- غسولة الزواج في الأحساء: الغسولة هو المصطلح الشائع لرحلة الذهاب للمسابح، ومن بينها عين أم سبعة من أجل السباحة وغسيل الأجسام ومرتبطة بمراسم الزواج، وقبل موعد الزواج بأيام يجري تخضيب الحمير بالحناء للمشاركة بالزواج، وتكون وقتئذ أعدت للركوب، فيخرج العريس من بيته وقد ارتدى ملابسه واضعًا فوقها العباءة ويزف إلى حيث انتظار الحمير في موكب بسيط، وهناك يمتطي الحمار المخصص له وينطلق موكب الحمير على ظهورها رجالات البلدة أو الحي السكني ويتوجه الجميع إلى أحد المسابح وعادة ما تكون مقر منابع المياه الطبيعية. فيترجل الجميع وينطلقون إلى الماء وفي الماء ينزل العريس بصحبة المزين (رجل يمثل الحلاق في الوقت الحاضر) والذي يقوم بدلك جسم العريس وحلق وتزيين وجهه، ويخرج الجميع وينطلقون رجوعًا إلى البلدة بعد أن يكون العريس قد لبس الملابس الجديدة والبشت والعقال من فوق الغترة، وما أن يصل الموكب أرض البلدة حتى تكون جماهير النسوة والأطفال في بعض القرى في استقبال الموكب بأهازيج الترحيب بالإضافة إلى التهليل والزغردة حاملين بين أيديهم المباخر، ويقاد حمار العريس إلى بيوت أقاربه لينثروا فوقه الحلويات. ثم يؤخذ إلى حيث بيته وينزل عن الحمار ويذهب إلى الساحة والتي تكون مُعدة للجلوس، وحيث العرضة يسمع قرع طبولها من على بُعد وحيث نار القهوة تَضرم، وعملية الغسولة لا زالت حتى وقتنا الحاضر وإن تبدلت الحمير بالسيارات، ورجالات البلدة بشباب البلدة. وهناك غسولة العروس وتسمى بليلة الحناء، ويكون موعدها عصرًا في اليوم الذي قبل يوم الزواج، حيث تنطلق النسوة برفقة العروسة إلى مسبح النساء العام للسباحة.و بعد الانتهاء والرجوع إلى البيت وبانتظار الليل يضعون الحناء وتردد أثناء ذلك أهازيج وأناشيد الصلاة على النبي.[154]
- المسحراتي أو أبو طبيلة: وهي عادة رمضانية عُرفت في الأحساء منذ أكثر من 1200 سنة، وتكون عندما يحين وقت السحور، يبدأ رجل يسمى المسحراتي أو أبو طبيلة بقرع الطبول وهو رجل توراث هذه المهنة منذ أجيال وينادي إلى السحور في ليالي رمضان في منطقة الأحساء وبالتحديد في المدن القديمة مثل الهفوف والمبرز والسياسب والمقابل وغيرها. ويردد أبو طبيلة أثناء طوفانه عددًا من الأهازيج والترنيمات وهذه الأهازيج والكلمات جميعها باللهجة المحلية.[155]
- القرقيعان: يقام في النصف من رمضان في دول الخليج العربي والعراق أما في السعودية فإن المنطقة الشرقية وحدها هي التي تحتفل به منذ القدم ولاتزال. يستعدون الأهالي في الأحساء قبل هذا اليوم بشراء النخج (وهو بذور بعض الخضار كالحبحب والبطيخ والقرع وهي مسلوقة ومملحة ومجففة) والحلويات، وكذلك ملابس أطفال جديدة، ويحملون الصغار معهم أكياسًا لكي يملؤنها بالحلويات والنخج الذي يحصلون عليه من طوفانهم في بيوت الحي التي تكون أبوابها مفتوحة لاستقبال الأطفال وهم ينشدون أهازيج القرقيعان، وبعد انتهاء الأطفال من الإهزوجة يقوم أهل هذا البيت بملء أكياس الأطفال بالحلويات والمكسرات.[156]

### أكلات شعبية في الأحساء
- أرز حساوي: وهو أرز أسمر وسمي بذلك نسبة لموقع زراعته وطريقة تحضيره كطريقة تحضير الأرز المكبوس ويطبخ عادة باللحم أو الربيان المجفف الذي يسلق مع الملح ويجفف في الشمس.[157]
- الخبز الأحمر الأحسائي: يدخل هذا الصنف من المخبوزات والأكلات الشعبية كعنصر أساسي في إعداد مائدة الإفطار في الأحساء، وتعيش دكاكين صناعة «الخبز الأحمر الحساوي» المنتشرة في الأحساء، خلال شهر رمضان حالة من الانتعاش الواضح، يتكون الخبز الأحمر من دقيق البر والماء والتمر وماء التمر، والحبة السوداء وحبة البركة.[158]

## البنية التحتية

### الخدمات الصحية
بلغَ عدد المستشفيات الحكومية في محافظة الأحساء 10 مستشفيات، و4 مراكز متخصصة، و73 مركزا للرعاية الصحية الأولية وطب الأسرة موزعة على مدن وقرى المحافظة، وأبرزها مستشفى الملك فهد في الهفوف الذي تأسس عام (1400هـ - 1990م) وتبلغ سعته السريرية 502 سرير، ويرتبط به 54 مركزًا صحيًا للرعاية الصحية الأولية وثلاثة مستشفيات، ويقدم خدمات الرعاية الصحية في جميع التخصصات الرئيسية وبعض التخصصات الفرعية، ويخدم مدينة المبرز والقرى المجاورة لها مستشفى الأمير سعود بن جلوي بسعة سريرية تصل إلى 104أسرة، تم افتتاحه في العام (1409هـ - 1989م)، ويضم 16مركزا صحيًا وجميع التخصصات الرئيسية، ومستشفى للولادة والأطفال شمال غرب مدينة الهفوف تصل سعته السريرية إلى 220 سريرا، ومستشفى للصحة النفسية في مدينة الهفوف بسعة 134 سريرا، ومستشفى مدينة الجفر في القرى الشرقية من المحافظة يضم 5 مراكز صحية وتصل سعته السريرية إلى 265 سريرا، إضافة إلى عدد من المستشفيات المتخصصة في طب العيون والأسنان، ومراكز لأمراض الدم الوراثية.
إضافة إلى المراكز الخيرية مثل مركز الجبر للكلى ومستشفى الرعاية الأساسية ومركز الجشة الصحي، هناك أيضا عدد من المسشفيات الخاصة مثل مستشفى المانع ومستشفى العفالق للتأهيل ومستشفى الموسى ومستشفى حسين العلي.
وفي يناير 2024 دخلت الإحساء موسوعة غينيس، واستلم وزير الصحة فهد بن عبد الرحمن الجلاجل شهادات موسوعة غينيس للأرقام العالمية عن أكبر تجمع بشري في العالم لمرضى السكري من النوع الأول 752 مستفيدا في وقت واحد، والتي حققها مركز ديابيتر الأحساء، إلى جانب تحقيق العديد من المنجزات، كان من أبرزها خفض نسبة تنويم المرضى إلى أقل من 1%، مقارنة بالنسبة العالمية 8% وذلك بدعم من وزارة الصحة وتجمع الأحساء الصحي.

### النقل والطرق

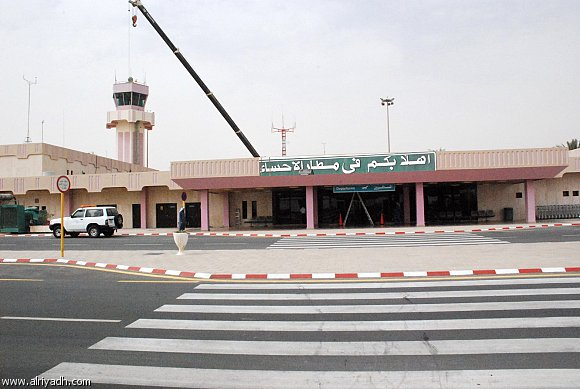
مطار الأحساء الإقليمي

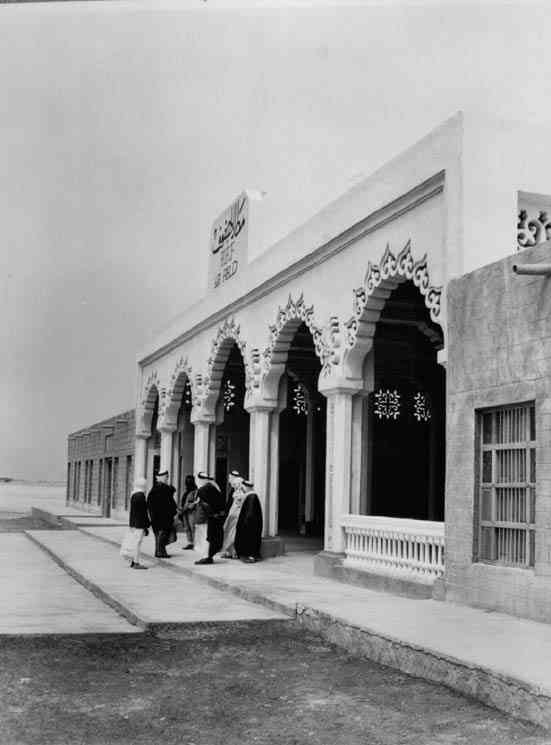
صورة قديمة لمطار الأحساء الإقليمي

يمكن الوصول إلى محافظة الأحساء عبر وسائل نقل حديثة متنوعة، عن طريق مطار الأحساء الإقليمي غرب مدينة الهفوف، أو قطار الرياض - المنطقة الشرقية وهو أقدم شبكة سكك حديدية دخلت الخدمة بالمملكة العربية السعودية في 1951م، وتقع المحطة في منطقة وسطية بين مدينتي الهفوف والمبرز، ويمكن الوصول لمركز أي منهما خلال خمس دقائق، إضافة إلى محطة النقل الجماعي التي تربط الأحساء بمختلف مدن المملكة للنقل الجماعي بالحافلات الخاصة، وتقع في مجمع الدوائر الحكومية، وترتبط الأحساء بالعاصمة الرياض بطريق سريع يبعد عن مركز المدينة ب35 كم، وطريق آخر عبر مدينة حرض والخرج، ومن الرياض يمكن الوصول إلى مكة المكرمة والمدينة المنورة، إضافة إلى طريق الأحساء - الدمام الذي يمكن الوصول من خلاله إلى الدمام عبر طريق سريع بمسافة 160 كلم وهو الطريق الذي يمر بمدينة بقيق في منتصف المسافة، وإلى الظهران والخبر وإلى البحرين. وفي يناير 2024 تم تدشين عدد من المشروعات البلدية والخدمية في محافظة الأحساء بتكلفة إجمالية تقدر بنحو 1.2 مليار ريال منها المشروع التطويري لتقاطع طريق الملك عبد الله مع طريق الرياض بإنشاء نفق بطول 1500م، ومشروع تطوير تقاطع طريق الأمير سلطان مع طريق الرياض، وسفلتة مخططات المنح، وإعادة تأهيل 3 أحياء سكنية تحتضنها المحافظة بهدف إيجاد بيئة سكنية صحية وتحقيق أعلى معدلات السلامة المرورية وإنشاء وتنفيذ شبكة تصريف مياه الأمطار، وتجهيز البنية التحتية لمشروع تشغيل شبكة النقل العام بالأحساء.

### الرياضة
بالنسبة للرياضات الأخرى تتصدر كرة القدم قائمة الرياضات الأكثر شعبية في المملكة العربية السعودية، وتضم الأحساء نادي الفتح الذي يشارك في الدوري السعودي الممتاز وبطل الدوري السعودي للمحترفين 2012–13،، يمثل كذلك الأحساء في دوري الدرجة الأولى السعودي كل من نادي الجيل، ونادي النجوم، ونادي العدالة، نادي هجر، وفي دوري الدرجة الثانية نادي الروضة ونادي العيون ونادي القارة، ونادي العمران ونادي الطرف ونادي الشروق في دوري الدرجة الثالثة. تقام المباريات الرياضية على ملعب الأمير عبد الله بن جلوي بمدينة الهفوف ويتسع الملعب لأكثر من 20 ألف متفرج.

## وصلات خارجية
- أرشيف موقع بلدية الأحساء
- السياحة في مدينة الأحساء
- فريق سفاري الأحساء لرحلات البر والبحر
- صحيفة الأحساء نيوز